# Lịch sử Tây Tạng
| Lịch sử Tây Tạng |
| --- |
| Cổ đạiThời kỳ đồ đá mới Tượng Hùng ~500 TCN–645                                                                                       |
| Thổ Phồn 618–842Thời kỳ phân liệt 842–1253 Guge 1088–1630                                                                             |
| Thời kỳ các giáo phái thống trịSakyapa 1253–1358 ∟ thuộc Nguyên 1271–1354 Phagmodrupa 1354–1618 Rinpungpa 1435–1565 Tsangpa 1565–1642 |
| Chính quyền Ganden Phodrang 1642–1959Hãn quốc Khoshut 1642–1717 Tây Tạng thuộc Thanh 1720–1912 Tây Tạng 1912–1951                     |
| Cộng hòa Nhân dân Trung Hoa 1951–nayKhu tự trị Tây Tạng 1965–nay                                                                      |
| Xem thêm Quân chủ • Niên biểu • Phật giáo Tây Tạng Chính phủ lưu vong Tây Tạng                                                        |
| x t s |

Tây Tạng là một khu vực tại Trung Á, nằm trên cao nguyên Thanh Tạng, có cao độ trung bình trên 4.000 mét và được mệnh danh là "nóc nhà của thế giới". Con người đã định cư ở đây từ thời kỳ đồ đá và tiến hóa thành người Tạng ngày nay. Từ xa xưa, vị trí địa lý đặc biệt đã giúp Tây Tạng ngăn chặn các thế lực ngoại bang và gìn giữ bản sắc văn hóa của mình, nổi bật là sự sùng bái tôn giáo. Phật giáo xuất hiện ở khắp nơi, trong mọi mặt đời sống hàng ngày tại Tây Tạng. Bên cạnh người Tạng, dân cư Tây Tạng còn có người Hán, người Monpa, người Lhoba,...
Người Tạng tại cao nguyên Thanh Tạng luôn tự gọi dân tộc, lãnh thổ và chính quyền của mình là "Bö" (chữ Tạng: བོད་). Người Hán ban đầu dùng chữ Phồn (chữ Hán: 蕃, bính âm: bō) làm phiên âm, gọi là "Thổ Phồn", nghĩa là "đất của người Bö", hoặc "đất của người Tạng" theo thuật ngữ hiện đại. Đến thế kỷ 17, nhà Thanh mới đặt tên cho vùng đất này là Tây Tạng, do đó có sự khác biệt về tên gọi giữa hai nhà nước Thổ Phồn và Tây Tạng tại các nước đồng văn hóa Hán văn, dù trên thực tế cả hai có cùng tên gọi trong ngôn ngữ bản địa. Cách gọi Tǔbō của người Hán cũng có thể là nguồn gốc của cái tên Tibet trong phiên âm chữ Latin.

## Phạm vi địa lý

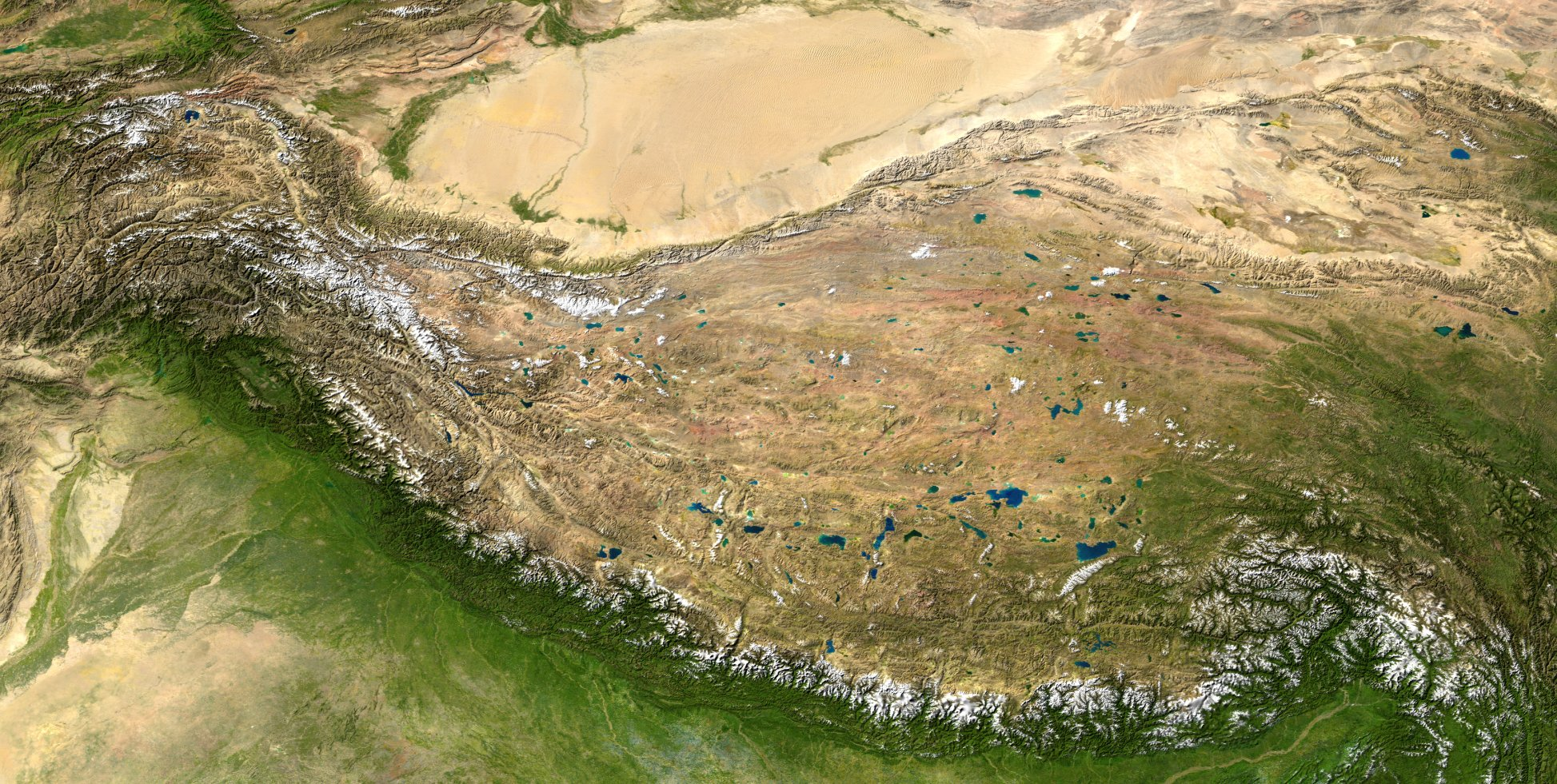
Ảnh chụp vệ tinh của cao nguyên Thanh Tạng, tiếp giáp với dãy Himalaya ở phía nam và bồn địa Tarim ở phía bắc.

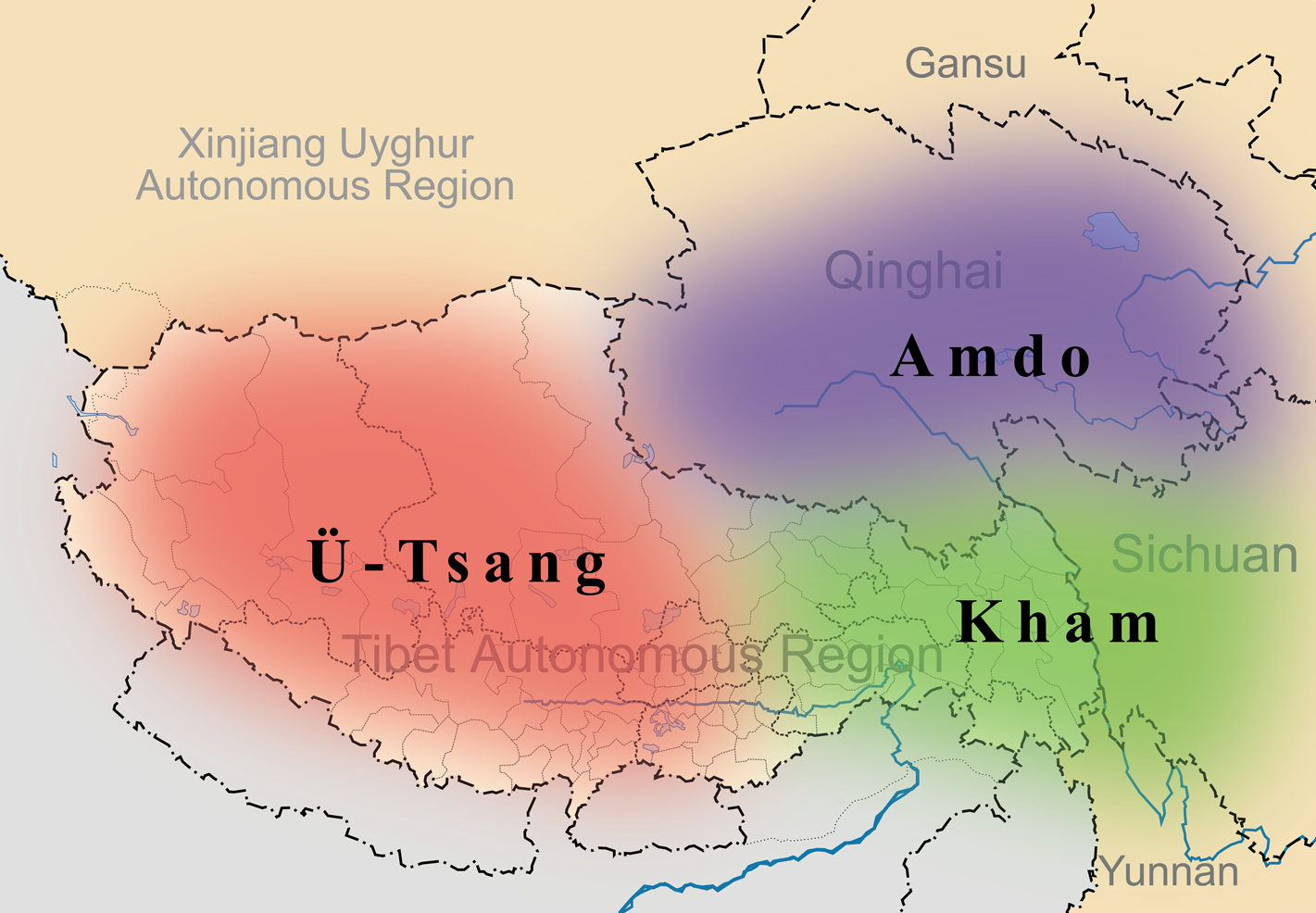
Ba khu vực truyền thống của Đại Tây Tạng.

Có nhiều cách khác nhau để giải thích về phạm vi địa lý của Tây Tạng, có hai cách hiểu chính như sau:
- Khu tự trị Tây Tạng thuộc Trung Quốc, bao gồm Ü-Tsang và tây Kham.
- Khu vực Tây Tạng (hoặc Đại Tây Tạng) do Chính phủ lưu vong Tây Tạng tuyên bố chủ quyền, là các khu vực sinh sống của người Tạng tại Trung Quốc hiện nay, bao gồm Ü-Tsang, Kham và Amdo (thuộc Khu tự trị Tây Tạng, phần lớn Thanh Hải, tây Tứ Xuyên, một phần của Cam Túc và Vân Nam hiện nay).

Phía Tây Tạng tuyên bố rằng, vào năm 1950, Dalai Lama thứ 14 đã kiểm soát ba khu vực Ü-Tsang, Kham và Amdo, điều này đã được các nước phương tây chấp nhận rộng rãi. Đây vốn là địa phận của Thổ Phồn từ thế kỷ thứ 8, trong Tân Đường thư - Thổ Phồn truyện có ghi:
"…Năm thứ 4 thời Đường Đức Tông, tại Đường-Phồn hội minh định ra biên giới hai nước như sau: phía tây Kinh Châu tới Tây Khẩu, phía tây Lũng Châu tới huyện Thanh Thủy, phía tây Phượng Châu đến huyện Đồng Cốc, về phía nam Tây Sơn phía đông Trường Giang, là địa giới người Hán. Người Phồn trấn tại Lan, Vị, Nguyên, Hội, tây tới Lâm Thao, đông tới Thành Châu, về phía tây nam Trường Giang là đất nước Phồn".

Phía Trung Quốc nhận định rằng, thành phần dân cư Tây Tạng được hình thành bởi hơn 10 nhóm dân tộc di cư khi Thổ Phồn đánh bại Thổ Dục Hồn và nhà Đường, xét theo góc độ lịch sử, các vùng đất bên ngoài Ü-Tsang không phải lúc nào cũng do chính quyền Lhasa của người Tạng quản lý, và các lãnh thổ này vốn đã bị nhà Thanh tách khỏi địa phận Tây Tạng và sự kiểm soát của chính quyền Lhasa từ đầu thế kỷ thứ 18.

## Thời kỳ tiền sử

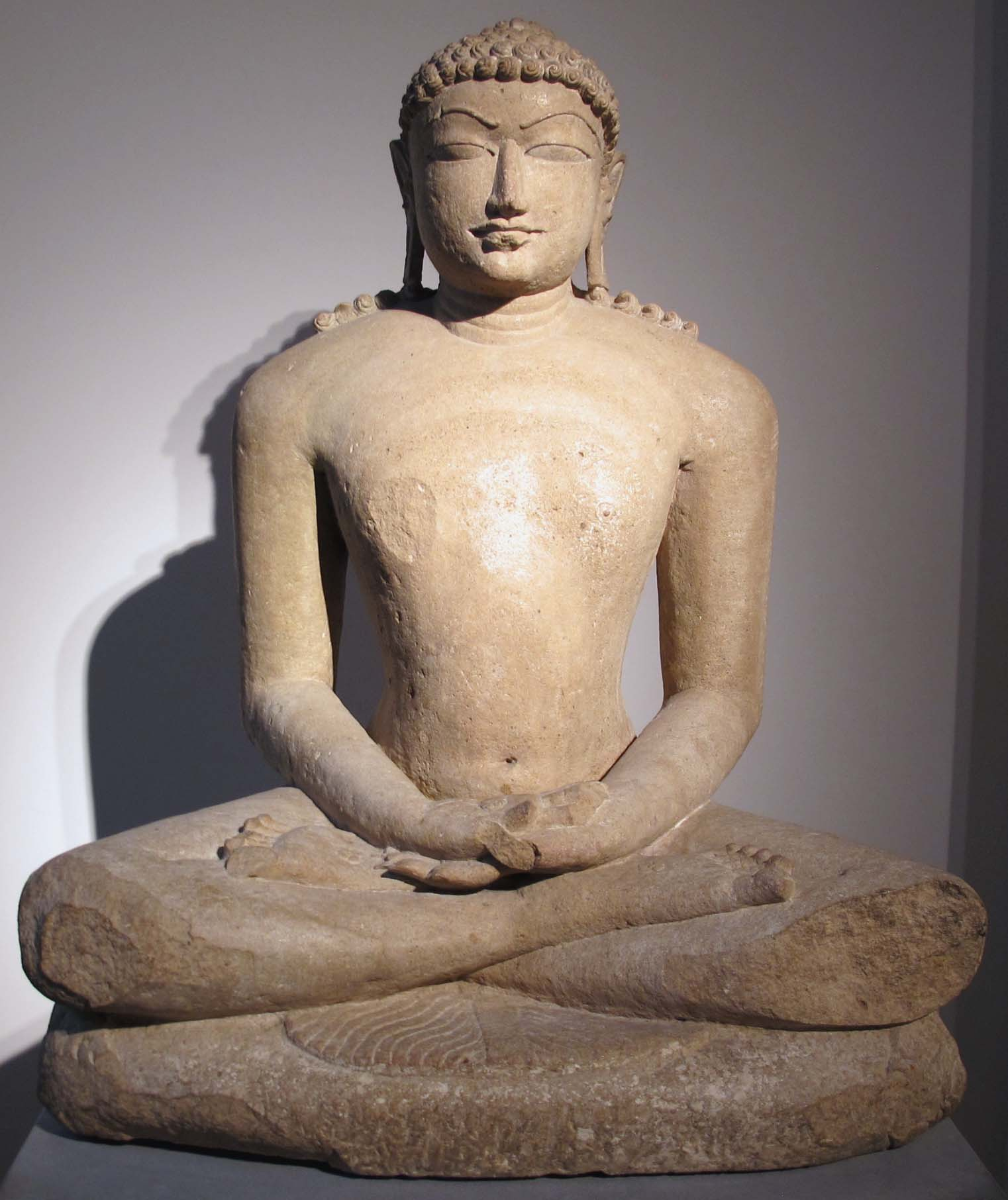
Rishabhanatha, người sáng lập đạo Jaina đạt được Niết bàn tại gần núi Kailash, Tây Tạng.

Một số tư liệu khảo cổ học cho thấy rằng có thể người cổ xưa đã tới cao nguyên Thanh Tạng cùng thời điểm với Ấn Độ, khoảng 500.000 năm trước . Người hiện đại lần đầu tiên xuất hiện tại đây muộn nhất vào khoảng 21.000 năm trước . Những người này phần lớn đã bị thay thế bởi những người nhập cư từ miền bắc Trung Quốc khoảng những năm 3000 TCN trong thời kỳ đồ đá mới. Tuy nhiên, vẫn còn "sự di truyền liên tục giữa cư dân thời kỳ đồ đá cũ với cư dân Tây Tạng đương đại". Hầu hết các ty thể DNA của người Tạng đều có nguồn gốc từ cả thời kỳ đồ đá cũ và đồ đá mới trong thế Holocen .
Các di tích Cự thạch được tìm thấy tại cao nguyên Thanh Tạng có thể đã được sử dụng như một nơi để thờ cúng . Các pháo đài trên đồi và khu mộ từ thời kỳ đồ sắt cũng đã được tìm thấy gần đây trên cao nguyên Thanh Tạng, nhưng địa hình hiểm trở khiến công việc khảo cổ gặp nhiều khó khăn.

## Thời kỳ cổ đại (~500 TCN–618)

### Tượng Hùng (~500 TCN–215)
Cư dân tại khu vực Amdo phía bắc cao nguyên Thanh Tạng thờ Bön giáo , cho rằng thế giới nguyên thủy vốn là một quả trứng khổng lồ, sau nở thành một ngọn núi thần màu trắng, lòng trắng trở thành đại dương, lòng đỏ trở thành mười tám quả trứng cỡ vừa, rồi nở tiếp mà sinh ra muôn loài. Theo Sử ký Tư Mã Thiên, họ đã lập nên vương quốc cổ nhất tại cao nguyên Thanh Tạng là Tượng Hùng, có bằng chứng cho thấy Tượng Hùng được thành lập vào thời kỳ đồ sắt. Thời cực thịnh, có khả năng Tượng Hùng đã kiểm soát hầu hết khu vực Tây Tạng ngày nay, bao gồm cả Ü-Tsang và Kham.

### Triều đại Yarlung của người Tạng (tk 2 - tk 6)
Hay còn được gọi là Thổ Phồn tiền Đế quốc, các vị vua của triều đại này mang nhiều tính thần thoại, do không có đủ bằng chứng xác thực sự tồn tại của họ .
Nyatri Tsenpo được xem là vị vua đầu tiên của Yarlung, đặt theo tên thủ phủ của họ tại lưu vực sông Yarlung Tsangpo, khoảng 90 km về phía đông nam Lhasa ngày nay . Một số sử liệu tiếng Tạng ghi lại rằng triều đại được thành lập vào năm 127 TCN, số khác lại ghi là 414 TCN . Tương truyền rằng Nyatri Tsenpo là hậu duệ của một sinh vật một chân tên là Theurang, ngón tay của ông có màng và lưỡi lớn tới mức có thể che khuất khuôn mặt. Do ngoại hình kinh hồn này, ông đã bị Bön giáo trục xuất tới Ü-Tsang. Tại đây, ông được đón tiếp như một thực thể đáng sợ và được tôn làm vua .
Các truyền thuyết cổ tại Ü-Tsang kể rằng, người Tạng tại thung lũng Yarlung vốn có nguồn gốc từ phía đông tại Kham, sử liệu Thổ Phồn cũng có đề cập đến mối liên hệ giữa người Khương cổ đại và người Tạng, do đó có quan điểm cho rằng người Tạng có cùng nguồn gốc với một tộc người Khương, tiếng Hán gọi là Phát Khương. Theo các truyền thuyết Phật giáo Tây Tạng, người Tạng có nguồn gốc từ sau thị tộc lớn tại vùng lân cận núi Altai, núi Kailash và Thiên Sơn, là hậu duệ của cha khỉ già từ bi và thạch yêu Ma Drag Sinmo.

## Thổ Phồn (618–842)

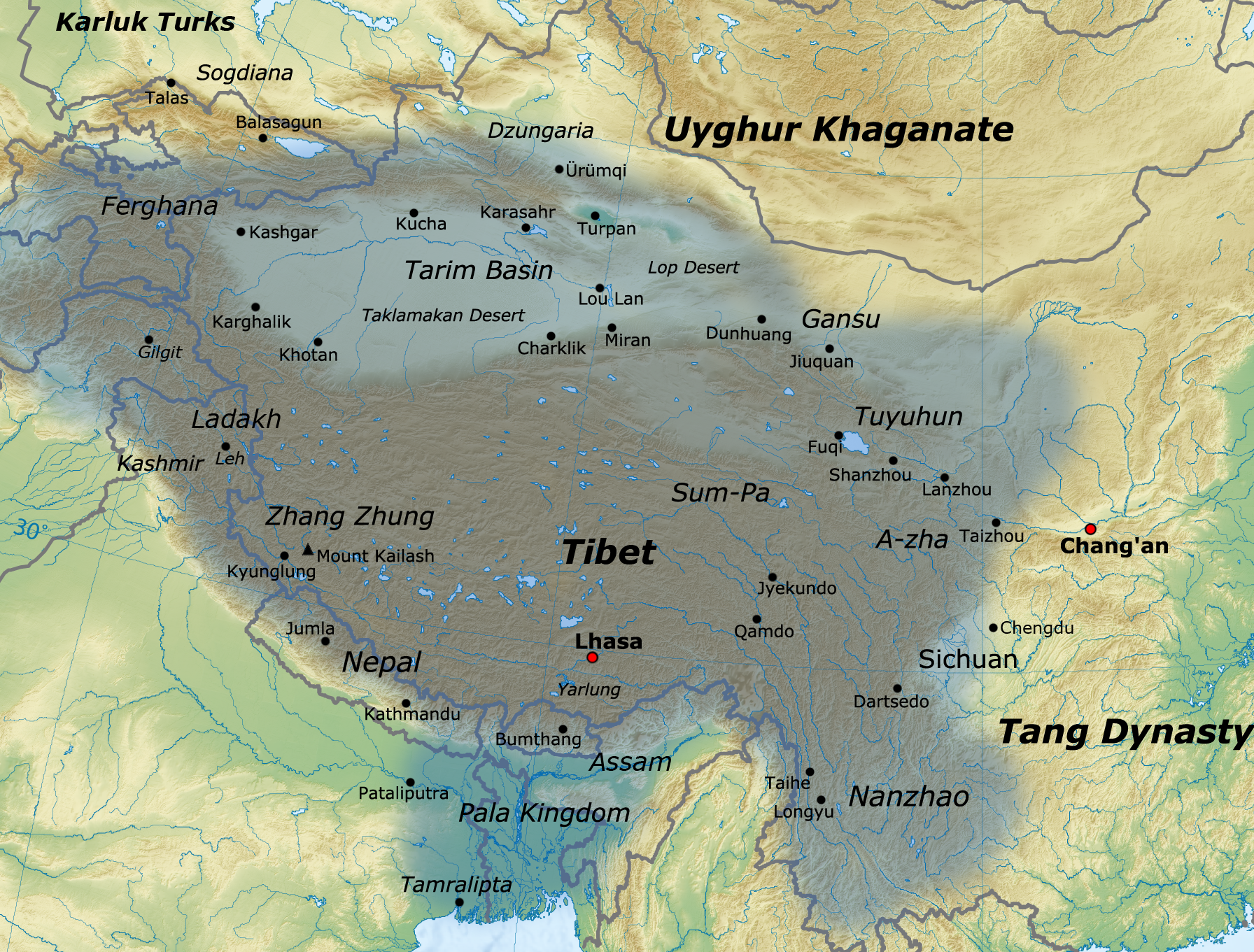
Lãnh thổ Thổ Phồn thời cực thịnh.

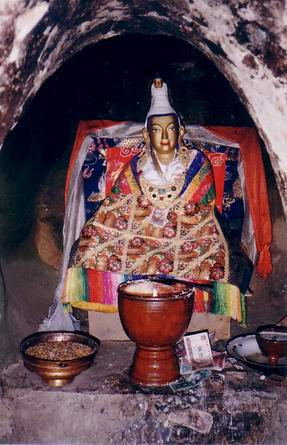
Tượng vua Songtsen Gampo.

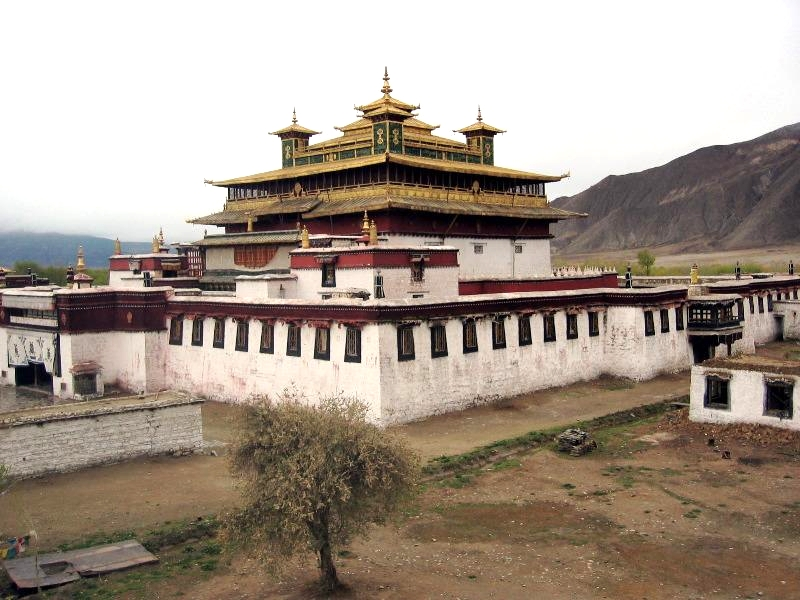
Đền Samye, nằm ở đông nam Lhasa, cái nôi của Phật giáo Tây Tạng (Phái Nyingma).

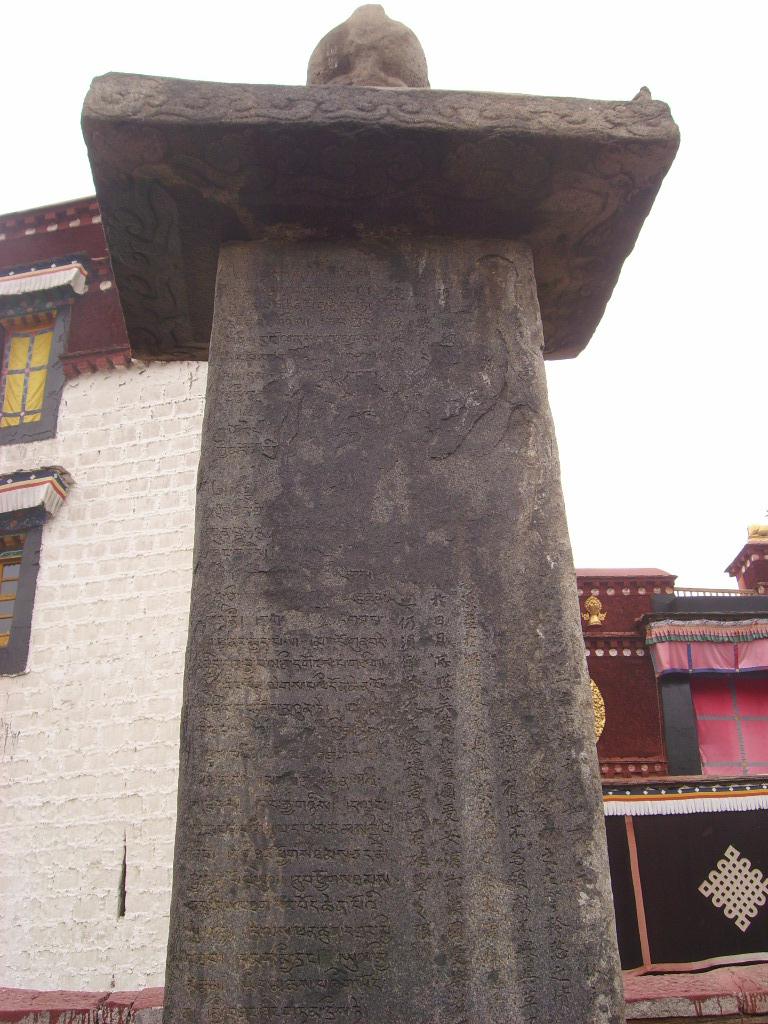
Bia tưởng niệm Đường-Phồn hội minh.

Vào đầu thế kỷ thứ 7, thời kỳ vua Namri Songtsen trị vì, Yarlung đã thu phục phần lớn các bộ tộc người Tạng sau khi giành quyền kiểm soát khu vực Lhasa ngày nay và lấn át Tượng Hùng, vươn mình trở thành Đế quốc . Namri Songtsen từng hai lần cử sứ thần tới nhà Tùy ở Trung Hoa vào những năm 608 và 609, đây là lần đầu tiên người Tạng xuất hiện trong các tài liệu lịch sử , các sử gia nhà Đường gọi đất nước của người Tạng khi ấy là Thổ Phồn. Năm thành lập của Thổ Phồn được xác định là 618, khi Songtsen Gampo lên ngôi Tán Phổ.
Songtsen Gampo từng gửi 16 đứa trẻ thông minh tới Ấn Độ học tập, trong đó có Thonmi Sambhota, người đã sáng tạo ra chữ Tạng dựa trên chữ Phạn. Sau đó, ông cử Gar Tongtsen Yulsung tới Nepal ép vua Amsuvarman của Vương quốc Licchavi phải gả công chúa Bhrikuti cho mình. Công chúa Bhrikuti chính là người đã mang bức tượng Phật đầu tiên đến Thổ Phồn và cho xây dựng Jokhang (chùa Đại Chiêu) . Đại khái, Phật giáo Mật Tông đã du nhập vào Thổ Phồn, kết hợp với Bön giáo bản địa và phát triển thành Phật giáo Tây Tạng. Giáo lý giảng về vũ trụ đại kiếp, vạn sự vô thường, nhân quả báo ứng, sinh tử luân hồi và tu hành giải thoát. Đây được gọi là thời kỳ hoàng kim của Phật giáo Tây Tạng .
Năm 637, Songtsen Gampo đem quân đi đánh Thổ Dục Hồn và đất Tùng Châu (Tùng Phan, Tứ Xuyên ngày nay) của nhà Đường. Năm 640, Hoàng đế nhà Đường đồng ý gả Công chúa Văn Thành cho Songtsen Gampo, bà đã mang đến Thổ Phồn một bức tượng Thích Ca Mâu Ni và xây dựng chùa Ramoche (chùa Tiểu Chiêu). Ba người thiếp của Songtsen Gampo cũng đều cho xây dựng đền chùa, tương truyền rằng có tới 108 ngôi chùa Phật giáo ở Thổ Phồn khi đó.
Sau thời Songtsen Gampo, quan hệ giữa Thổ Phồn và nhà Đường khi căng thẳng, khi hòa hữu. Năm 714, Thổ Phồn và Đường nghị hòa, lấy Hà Nguyên làm biên giới. Xung đột lại nhanh chóng nổ ra nên vào năm 730, một hội nghị tiếp theo lại định ra biên giới tại Xích Lĩnh. Trong Đôn Hoàng văn tuyển và Đạt Trát Nhạc cung thạch bi có ghi: "Đường Túc Tông đồng ý cống nạp cho Thổ Phồn năm vạn xấp lụa, vì đó là lụa cũ của nhà Tùy. Đến thời Đường Đại Tông thì bỏ không cống nạp nữa" . Tán Phổ Thổ Phồn khi ấy là Trisong Detsen rất tức giận. Năm 762, nhân khi nhà Đường vẫn chưa dẹp yên loạn An Sử, ông đem quân tấn công kinh đô Trường An và thu về thêm những hiệp ước có lợi. Thời Trisong Detsen trị vì, Thổ Phồn cực thịnh, Phật giáo phát triển mạnh mẽ, cương thổ mở rộng cực đại, phía tây làm chủ bồn địa Tarim, phía đông mở rộng ảnh hưởng đến Nam Chiếu .
Trải qua 2 thế kỷ chiến tranh, cả Thổ Phồn và nhà Đường đều mệt mỏi. Năm 821, hai lần hội minh lần lượt diễn ra tại kinh đô Trường An nhà Đường và thủ phủ Lhasa của Thổ Phồn,  qua đó lập nên "Đường-Phồn sinh cữu hòa minh". Có 3 bia tưởng niệm đã được dựng lên để ghi lại những hiệp ước của hội minh, một trong số đó được dựng bên ngoài chùa Đại Chiêu .
Tới cuối thời kỳ Thổ Phồn thống nhất, Bön giáo lại chiếm ưu thế tại, Tán Phổ Ralpacan bị phe chống Phật ám sát, đưa Langdarma lên thay. Langdarma đã thực hiện nhiều chính sách bài trừ phật giáo, sử gọi là Langdarma diệt Phật . Năm 842, Langdarma bị ám sát, Thổ Phồn rơi vào một cuộc nội chiến tranh giành quyền lực kéo dài, bắt đầu thời kỳ phân liệt . Trên khía cạnh phát triển tôn giáo, đây cũng là sự kết thúc của thời kỳ hoàng kim Phật giáo Tây Tạng.

## Thời kỳ phân liệt (tk 9–tk 13)
Sau cái chết của Langdarma, vị vua cuối cùng của Thổ Phồn thống nhất, một cuộc nội chiến tranh giành ngôi vua đã xảy ra giữa Thái tử Yumtän và Hoàng tử Ösung, điều này đã đặt dấu chấm hết cho quyền lực tập trung tại Thổ Phồn mãi cho đến thời kỳ Sakya. Cuối cùng, phe Ösung giành quyền kiểm soát Lhasa, còn Yumtän phải chạy tới Yarlung, tạo ra một chi vua mới riêng biệt . Năm 910, lăng mộ của các Hoàng đế bị phá hủy.
Con trai Ösung là Pälkhortsän, vẫn duy trì quyền lực ở trung tâm Thổ Phồn, tuy nhiên đến đời con ông là Trashi Tsentsän nối ngôi, một người con khác là Thrikhyiding (hoặc Kyide Nyigön) đã tới vùng thượng Ngari phía tây, lấy một người vợ thuộc dòng dõi quý tộc Thổ Phồn và lập nên một quốc gia riêng tại đây .
Sau sự sụp đổ của Thổ Phồn vào năm 842, Nyima-Gon, đại diện cho một gia đình hoàng gia cổ tại Thổ Phồn, đã kiến lập lên triều đại đầu tiên tại khu vực tương ứng Ladakh ngày nay. Con trai cả của Thrikhyiding sau đó trở thành vua của Maryul tại vùng Ladakh, hai người em trai thì cai trị miền tây Thổ Phồn, lập nên các quốc gia tương ứng là Guge và Purang. 

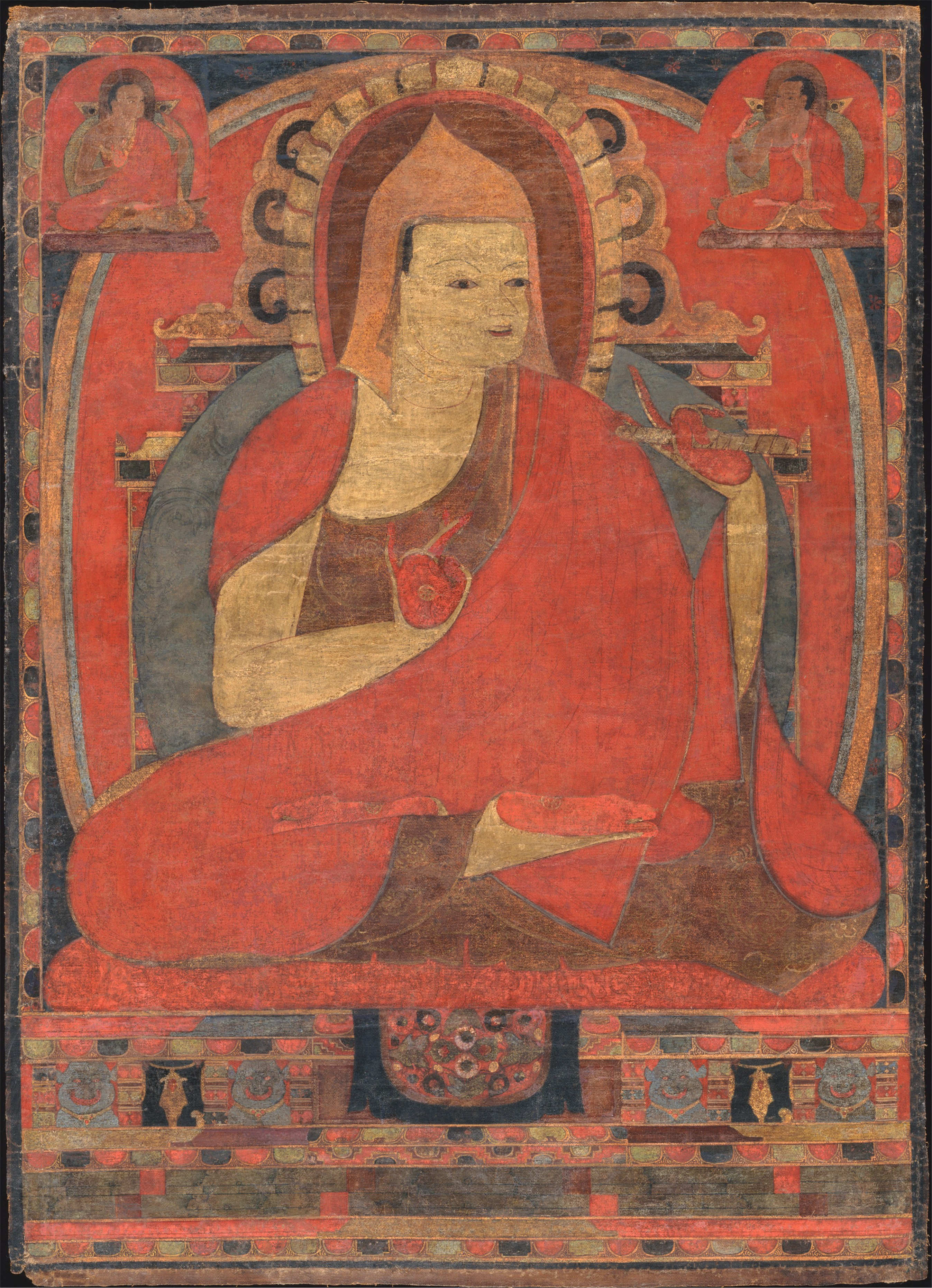
Tranh vẽ Đại sư Atiśa.

Trưởng tử một vị vua Guge thời kỳ sau này là Korre, hay còn được gọi là Changchub Yeshe-Ö, đã quyết định xuất gia. Ông gửi những học giả trẻ tuổi tới Kashmir để học tập và mời Đại sư Atiśa tới Thổ Phồn vào năm 1040, từ đó mở ra thời kì Chidar của Phật giáo Tây Tạng. Còn ngôi vua Guge từ đó được truyền sang cho chi thứ .

### Phục hưng Phật giáo (tk 10–tk 13)
Theo nhiều ghi chép, Phật giáo đã bí mật được khôi phục tại khu vực Kham từ trước đó, tuy nhiên tới thế kỷ thứ 10 và thế kỷ thứ 11, Phật giáo đã hồi sinh mạnh mẽ không chỉ trên lãnh thổ Thổ Phồn mà còn lan rộng tầm ảnh hưởng ra xa hơn nữa về hai phía đông tây . Các sử gia phương tây gọi đây là thời kỳ Phục hưng của Tây Tạng.
Muzu Saelbar, hay sau này được biết đến với cái tên học giả Gongpa Rabsal (832-915), là người đã chịu trách nhiệm chấn hưng Phật giáo tại vùng đông bắc Thổ Phồn, ông là người đã khai sinh ra phái Nyingma trong Phật giáo Tây Tạng. Ở phía tây có Rinchen Zangpo (958-1055), một dịch giả nổi tiếng, ông đã xây dựng nhiều chùa chiền và tu viện.
Một lần nữa, các học giả và nhà truyền giáo Ấn Độ lại trở thành khách mời quen thuộc tại Thổ Phồn. Nổi bật nhất là Đại sư Atiśa (982-1054) từ tu viện Vikramashila của vương quốc Pāla. Ông theo lời mời của vua Guge, đã tới Thổ Phồn thuyết giảng và qua đời ở đây sau này. Đại đệ tử của ông, Dromtonpa, đã sáng lập nên phái Kadam, có ảnh hưởng lớn tới nhiều tông phái mới của Phật giáo Tây Tạng ngày nay.
Một tông phái nổi bật là phái Sakya được sáng lập bởi Khön Könchok Gyelpo (1034–1102), một học trò của dịch giả Drogmi Shākya vĩ đại. Người đứng đầu của tông phái này được gọi là Sakya Trizin, theo bước của Đại thành tựu Virūpa trở thành biểu tượng của sự thông thái.

## Người Mông Cổ và phái Sakya (1240–1354)

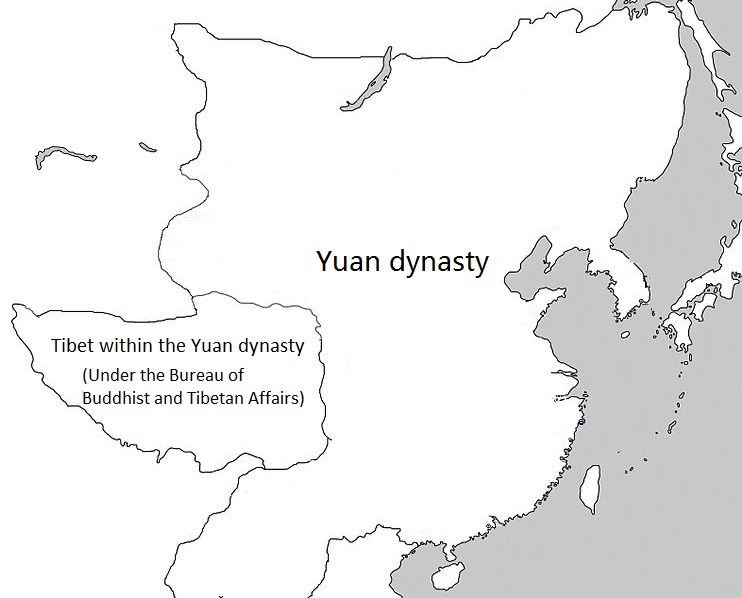
Tuyên Chính Viện thời nhà Nguyên.

Liên hệ đầu tiên giữa người Tạng và người Mông Cổ được ghi chép lại là khi nhà truyền giáo Tsangpa Dungkhur cùng sáu đệ tử của ông gặp Thành Cát Tư Hãn, có thể là tại địa phận Đảng Hạng, nơi mà ông đã bị bắt giữ khoảng năm 1221 . Năm 1240, Mông Cổ tiến hành một chiến dịch nhỏ nhắm vào đất Tạng nhưng nhanh chóng rút quân vào năm 1241 sau khi Khả Hãn Oa Khoát Đài qua đời, khiến các chiến dịch viễn chinh trên khắp Thế giới của Mông Cổ bị tạm ngưng.
Năm 1244, Hoàng tử Köten mời tu viện trưởng của tu viện Sakya tới Mông Cổ để làm tuyên úy riêng của ông . Phải mất tới 3 năm Sakya Pandita mới chấp thuận tới Kokonor (Thanh Hải) vào năm 1246, và gặp mặt Köten một năm sau đó lại Lan Châu. Người Tạng trên danh nghĩa vẫn giữ được quyền tự chủ đối với lãnh thổ của mình, tuy nhiên Mông Cổ trên thực tế đã thiết lập quyền cai trị đối với khu vực này .
Người Mông Cổ thành lập Tuyên Chính Viện (ban đầu là Tổng Chế Viện) tách biệt với các tỉnh Trung Hoa khác vốn thuộc nhà Tống, một trong những nhiệm vụ chính của Viện là bổ nhiệm Pönchen (người điều hành), thường là các Lama lựa chọn ứng viên và các Hoàng đế nhà Nguyên xét duyệt . Đây có thể xem như một "Nhị đầu chế" tại Tạng với cán cân quyền lực nghiêng về phía người Mông Cổ .
Năm 1253, Drogön Chögyal Phagpa (1235–1280) kế vị chức vụ của Sakya Pandita tại triều đình Mông Cổ và trở thành tuyên úy riêng của Hốt Tất Liệt. Sau khi lên ngôi Khả Hãn, Hốt Tất Liệt phong Chögyal Phagba nhiều chức tước, lần lượt là Quốc Sư, Đế Sư và Tuyên Chính Viện Sứ. Chögyal Phagpa đã phát triển khái niệm "mối quan hệ giữa người bảo trợ và tu sĩ", định hình cho sự phát triển của quan hệ giữa người Tạng với Mông Cổ cũng như các triều đại Trung Hoa từ đó về sau .
Năm 1265, Chögyal Phagpa trở về Tạng và bước đầu thiết lập quyền bá chủ của phái Sakya bằng cách bổ nhiệm một thân tín là Shakya Bzangpo làm Pönchen vào năm 1267. Một cuộc điều tra dân số vào năm 1268 đã chia đất Tạng thành 13 phái (tương đương với quận, thường bao gồm 10.000 hộ dân). Vào cuối thế kỷ 13, hầu hết khu vực phía tây đã được đặt dưới sự kiểm soát của quan lại triều đình (thường là người Tạng), trong khi đó Guge và Purang vẫn giữ được quyền tự chủ nội bộ . Giữa thế kỷ 14, trong những năm cuối của nhà Nguyên, phái Phagmodru dần trỗi dậy và lật đổ các Lama của Sakya, chính thức kết thúc quyền bá chủ tại Tạng của Sakya vào năm 1358.

## Thời kỳ độc lập (1354–1720)
Sau khi nhà Nguyên sụp đổ, đất Tạng được cai trị bởi các phái dòng tộc, độc lập khỏi các thế lực ngoại bang trong gần 400 năm . Tại Trung Hoa, nhà Minh chủ trương không tiến đánh lãnh thổ của người Tạng, mặc dù họ có tuyên bố chủ quyền bằng cách thành lập các Quân ủy khu vực tại Ü-Tsang và Do-Kham vào những năm 1370. Nhà Minh giữ mối quan hệ tốt đẹp với các nhà lãnh đạo Phật giáo được gọi là các Thân vương Dharma, và cũng phong tước cho những lãnh đạo địa phương .

### Các chế độ dòng tộc (1354–1642)

#### Phái Phagmodru (1354–1618)

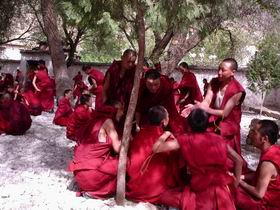
Các tăng lữ bàn luận về kinh Phật tại tu viện Sera.

Phái Phagmodru tại Nêdong ban đầu được ban cho Húc Liệt Ngột như một thái ấp vào năm 1251. Sau khi Hãn quốc Y Nhi suy yếu, gia tộc Lang đã giành quyền kiểm soát khu vực này dưới sự bảo hộ của nhà Nguyên, đại diện bởi Pönchen tại Sakya. Vào cuối thế kỷ 13 đầu thế kỷ 14, Phagmodru liên tục bị xâm phạm. Changchub Gyaltsän (1302-1364) sau khi lên nắm quyền vào năm 1322 đã tìm cách khôi phục lại đất đai. Sau những đấu tranh tuân theo luật pháp, bạo lực dần leo thang khi Phagmodru tiếp tục bị tấn công bởi những phái láng giềng vào năm 1346.
Changchub Gyaltsän bị bắt rồi được phóng thích vào năm 1347, nhưng từ chối hầu tòa và bị Pönchen tấn công vào năm 1348. Ông thành công bảo vệ Phagmodru và tiếp tục giành được các thành công về mặt quân sự, tới năm 1351, Changchub Gyaltsän đã trở thành chính trị gia hùng mạnh nhất khu vực. Các xung đột quân sự kết thúc vào năm 1354 với người chiến thắng là Changchub Gyaltsän, ông tiếp tục trị vì đất Tạng tới khi qua đời vào năm 1364. Phái Phagmodru của ông cũng nắm quyền bá chủ tại Tạng cho tới khi sụp đổ vào năm 1434 .

#### Phái Rinpung (1435–1565)
Chủ nghĩa địa phương mạnh mẽ tại nhiều thái ấp và các phe phái chính trị-tôn giáo đã dẫn tới một loạt những xung đột nội bộ kéo dài bên trong phái Phagmodru. Năm 1435, gia tộc đại thần phái Rinpung tại Tsang nổi dậy, tách khỏi chính quyền Phagmodru.

#### Phái Tsang (1565–1642)
Năm 1565, phái Rinpung bị lật đổ bởi phái Tsang tại Xigazê, họ đóng vai trò chủ chốt trong những sự kiện dẫn tới sự nổi lên nắm quyền của các Dalai Lama trong những năm 1640.

### Chính quyền Ganden Phodrang (1642–1959)

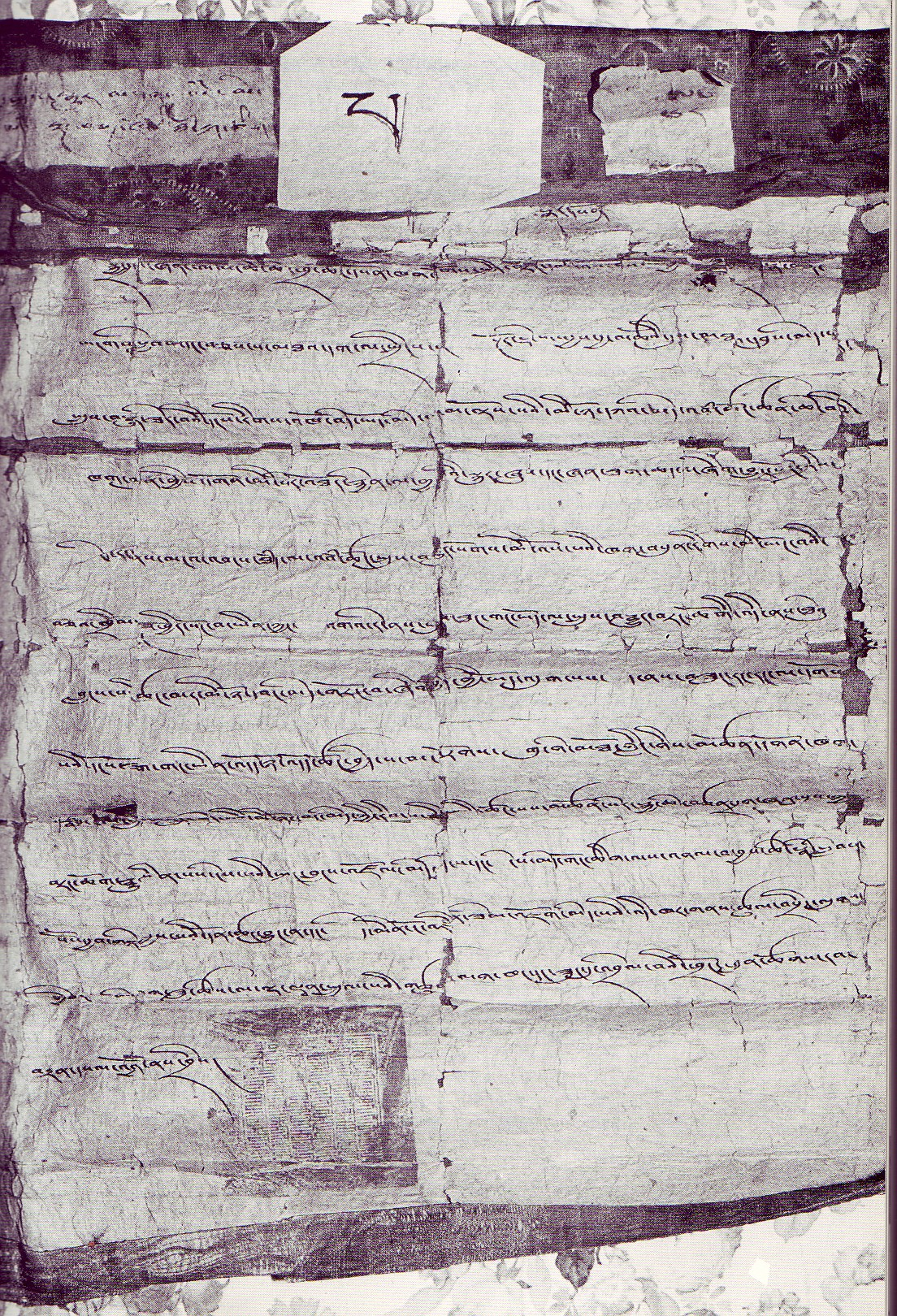
Tài liệu pháp lý của Hãn Lhabzang.

#### Các Dalai Dama tiền nhiệm
Sự nổi lên của các Dalai Lama có liên hệ mật thiết tới sức mạnh quân sự của các bộ lạc Mông Cổ. Hãn Altan của bộ tộc Tümed đã mời nhà lãnh đạo của phái Gelug là Dalai Lama thứ 3, Sonam Gyatso, tới Mông Cổ thuyết giảng vào năm 1596, và một lần nữa vào năm 1578 trong thời kỳ phái Tsang nắm quyền. Sonam Gyatso tuyên bố rằng ông là kiếp luân hồi của Đại sư phái Sakya Drogön Chögyal Phagpa (1235–1280), người đã cải đạo cho Khả Hãn Hốt Tất Liệt . Tuy không lập tức tạo nên một cuộc cải đạo lớn sang Phật giáo tại Mông Cổ (chỉ xảy ra vào những năm 1630), điều này có dẫn tới sự lan rộng của hệ tư tưởng Phật giáo tại các gia đình quý tộc Mông Cổ. Không dừng lại ở đó, cháu của Hãn Altan là Yonten Gyatso đã trở thành Dalai Lama thứ 4  dù không phải là người Tạng. Ông qua đời vào năm 1616 khi mới hơn 20 tuổi, một số người cho rằng ông đã bị hạ độc nhưng không có chứng cứ xác thực cho giả thuyết này .

#### Sự trỗi dậy của tông phái Gelug
Dalai Lama thứ 5 Lobsang Gyatso (1617–1682) là vị Dalai Lama đầu tiên nắm giữ quyền lực tại Ü-Tsang, dưới danh nghĩa tôn phái Gelug, ông đã đánh bại các tôn phái đối địch Kagyu và Jonang, và cả người cai trị trần tục phái Tsang, sau một cuộc nội chiến kéo dài. Thành công có được một phần nhờ sự hỗ trợ từ Hãn Güshi của Hãn quốc Khoshut của tộc Oirat tại Mông Cổ .
Dưới quyền nhiếp chính của Sonam Rapten, một giáo đồ cuồng tín của tông phái Gelug, các tông phái khác đã bị đàn áp, nguồn từ phái Jonang ngày nay khẳng định rằng các tu viện Jonang khi ấy đã bị đóng cửa hoặc bị ép buộc chuyển đổi, tông phải đã phải duy trì trong bí mật cho đến tận cuối thế kỷ 20. Tuy nhiên, trước khi rời Ü-Tsang để tới Trung Hoa vào năm 1652, Dalai Lama đã lệnh cho Sonam Rapten bãi bỏ các chính sách được ban hành từ sau cuộc nội chiến 1642 . Với việc Hãn Güshi không phải là một người mộ đạo và gần như không can dự, Dalai Lama thứ 5 và các đồng sự, đặc biệt là Sonam Rapten, đã thiết lập một bộ máy quản trị của người Tạng được các sử gia gọi là chính quyền Lhasa, hoặc chính quyền Ganden Phodrang .
Năm 1652, Dalai Lama thứ 5 triều kiến Hoàng đế Thuận Trị nhà Thanh. Ông không phải khấu đầu như người khác nhưng vẫn phải quỳ gối; sau đó ông được ban ấn tước . Dalai Lama thứ 5 cũng đã tiến hành xây dựng và dời thủ phủ hành chính từ Drepung về cung điện Potala tại Lhasa.

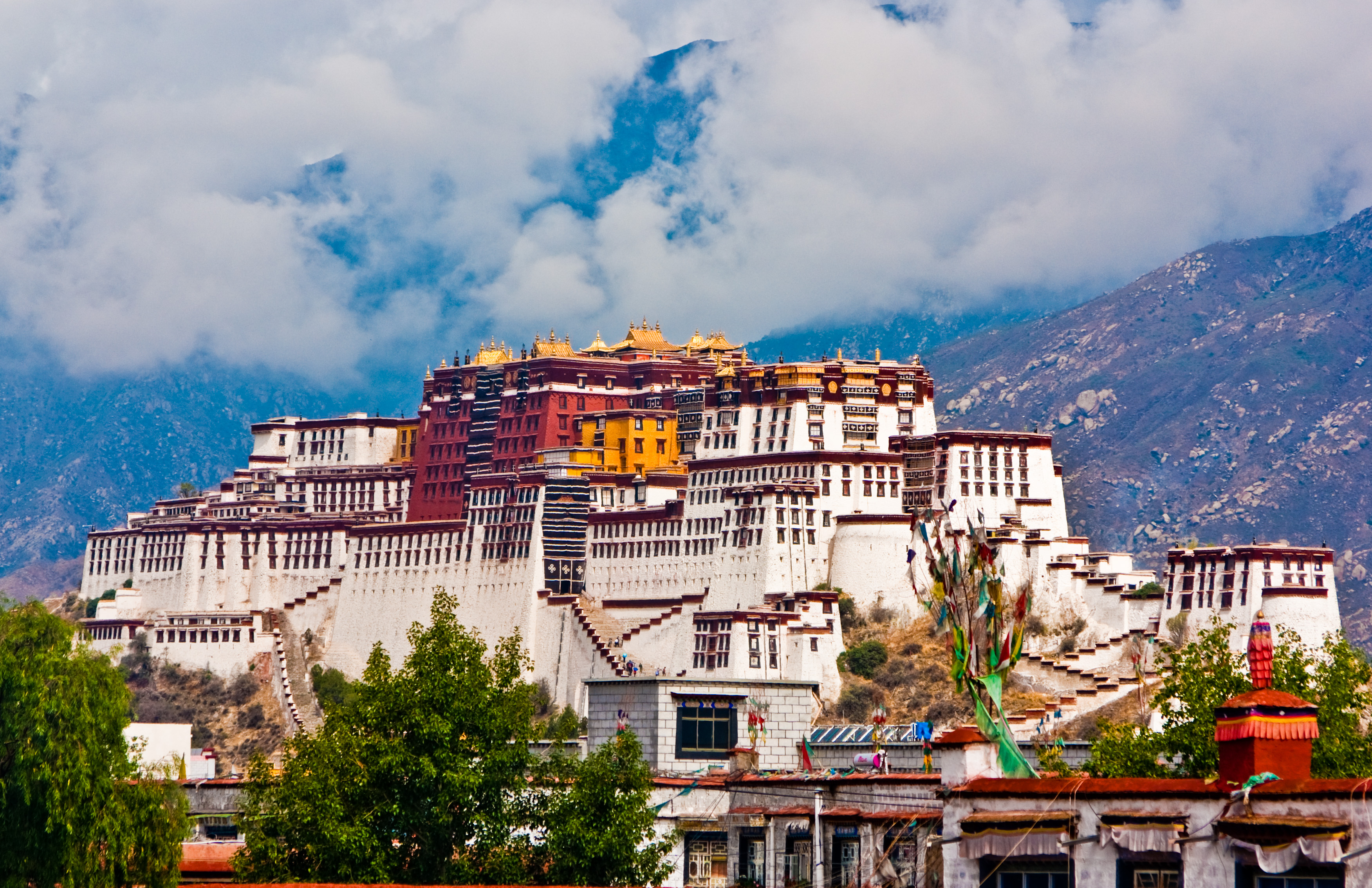
Cung điện Potala tại Lhasa.

Trong thời kỳ Dalai Lama thứ 5 cai trị, có hai giáo sĩ dòng Tên là Johannes Gruber người Đức và Albert Dorville người Bỉ, trên đường tới Goa thuộc Bồ Đào Nha tại Ấn Độ, đã trú lại tại Lhasa trong hai tháng 10 và 11 năm 1661 . Họ đã mô tả Dalai Lama như là một "thủ lĩnh quyền lực và trắc ẩn" và đã "khiến Cha-Đức Chúa Trời như chết đi vì từ chối mến mộ người". Một giáo sĩ dòng Tên khác là Ippolito Desideri đã trú tại Lhasa trong 5 năm từ 1716 tới 1721. Là giáo sĩ đầu tiên thành thạo tiếng Tạng, ông thậm chí đã xuất bản vài cuốn sách Cơ Đốc giáo tại đây. Các Cha xứ dòng Capushin sau đó tiếp tục sự nghiệp truyền giáo cho đến khi tất cả các giáo sĩ bị trục xuất vào năm 1745.
Cuối thế kỷ 17, người Tạng xung đột với Bhutan, được ủng hộ bởi Ladakh. Điều này dẫn tới một cuộc xâm lược của người Tạng vào Ladakh. Kashmir sau đó giúp Ladakh khôi phục lãnh thổ với điều kiện phải vua Ladakh phải cải đạo sang Hồi giáo và xây một nhà thờ Hồi giáo tại Leh. Hiệp ước Temisgam năm 1684 đã giải quyết mâu thuẫn giữa người Tạng và Ladakh, nhưng sự độc lập của họ đã bị giới hạn rõ rệt.
Các Dalai Lama sau đó tiếp tục đóng vai trò là những nhà lãnh đạo của người Tạng cho tới tận năm 1959, dù là trên danh nghĩa hay thực tế nắm quyền. Dalai Lama thứ 14 hiện vẫn đang hoạt động với Chính phủ lưu vong Tây Tạng tại Ấn Độ cho tới nay.

## Tây Tạng thuộc Thanh (1720–1912)

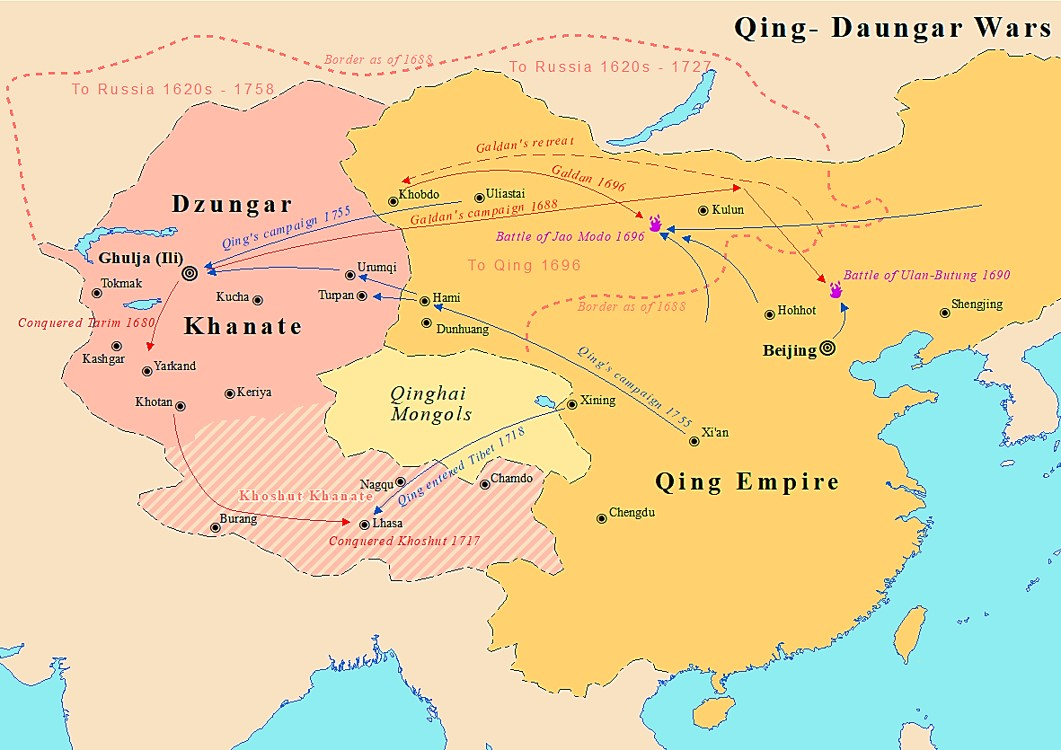
Bản đồ chiến tranh Thanh-Dzungar.

Tây Tạng bên trong lãnh thổ nhà Thanh vào năm 1820.

Năm 1720, Hoàng đế Khang Hy nhà Thanh đã phái quân tới hợp sức cùng các đội quân bản địa lãnh đạo bởi Polhané và Khangchenné đánh đuổi quân của Hãn quốc Dzungar đang chiếm đóng tại Tạng . Họ đưa Kelzang Gyatso từ Kumbum tới Lhasa và sắp đặt cho ông trở thành Dalai Lama thứ 7 . Nhà Thanh sau đó thiết lập các đồn trú tại Lhasa, lập nên tỉnh Tây Tạng, sáp nhập Amdo vào tỉnh Thanh Hải và một phần Kham vào tỉnh Tứ Xuyên . Tới năm 1721, họ thiết lập một chính quyền mới tại Lhasa với hội đồng Kashag gồm ba Kalön (tương đương bộ trưởng) người Tạng, lãnh đạo bởi Khangchenné. Sự cai trị của các Dalai Lama bấy giờ chỉ còn mang tính biểu tượng, nhưng họ vẫn rất có ảnh hưởng nhờ lòng mộ đạo của người Tạng .
Sau khi Hoàng đế Ung Chính lên ngôi vào năm 1722, ông rút dần quân Thanh đồn trú khỏi Tây Tạng. Tuy nhiên vào năm 1727, các quý tộc Lhasa đã thông đồng với Dzungar giết chết Kangchenné, chiếm quyền kiểm soát Lhasa, còn Polhané phải chạy về quê nhà Ngari. Quân Thanh tới Lhasa vào tháng 9, đánh bại và chu di các phe phái chống đối. Dalai Lama bị chuyển tới tu viện Lý Đường tại Kham  trong khi Panchen Lama được đưa về Lhasa và trao quyền hành tại Tsang là Ngari, tạo ra sự phân chia lãnh thổ giữa hai vị Lama, một chính sách đặc trưng của Trung Hoa đối với Tây Tạng. Những năm 1730, triều đình nhà Thanh một lần nữa rút bớt quân đồn trú tại Tây Tạng. Nhân cơ hội đó, năm 1735, Polhané đưa Dalai Lama trở lại Lhasa. Nhà Thanh nhận thấy ông là một người trung nghĩa, thích hợp để ổn định Tây Tạng, nên Polhané tiếp tục cầm quyền cho đến khi qua đời vào năm 1747 .

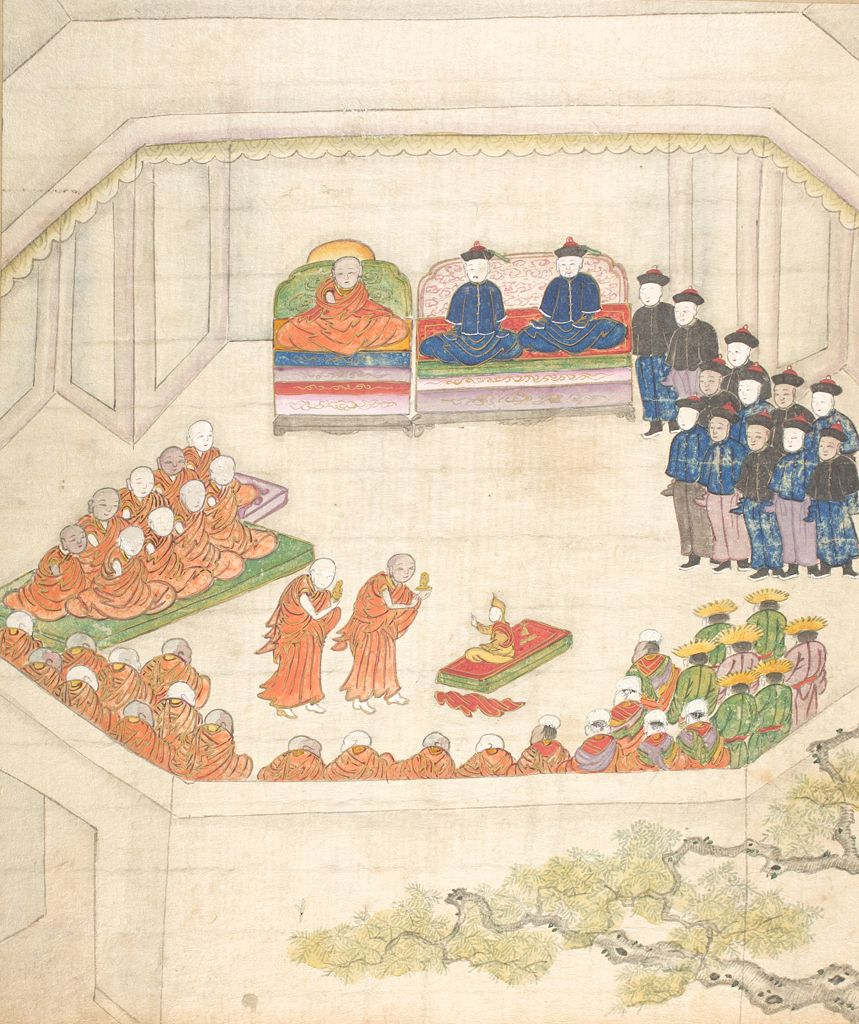
Dalai Lama thứ 9 được bổ nhiệm dưới sự chứng kiến của các Trú Tráp Đại Thần khoảng năm 1808.

Triều đình nhà Thanh phái một số thành viên Hoàng tộc tới Lhasa, gọi là các Trú Tráp Đại Thần (Amban trong tiếng Mãn). Sau khi Polhané qua đời, con trai ông là Gyurme Namgyal kế vị. Các Đại Thần tin rằng Gyurme Namgyal muốn tạo phản nên đã giết ông. Sự việc bại lộ dẫn đến một cuộc bạo loạn nổ ra tại Lhasa vào năm 1750, các Đại Thần bị giết chết, Dalai Lama đã phải đứng ra khôi phục trật tự. Hoàng đế Càn Long phái quân tới trừng phạt gia đình Gyurme Namgyal và bảy người khác có liên đới tới cái chết của các Đại Thần. Sau đó ông tái thiết lập hội đồng Kashag và khôi phục quyền lực cho các Dalai Lama, tuy nhiên trên thực tế quyền hành dần được chuyển qua cho các Đại Thần mới .
Sau thất bại của quân đội Tây Tạng tại chiến dịch xâm chiếm Nepal năm 1971, triều đình nhà Thanh đã gia tăng sự kiểm soát đối với Tây Tạng bằng cách tăng thêm quyền lực cho các Trú Tráp Đại Thần. Kể từ thời điểm đó, mọi vấn đề quan trọng đều phải trình báo với các Đại Thần . Các Đại Thần quản lý các vấn đề chính trị, việc phòng thủ biên giới, các vấn đề ngoại giao, các quyết định tư pháp và quân đội đồn trú nhà Thanh cũng như quân đội Tây Tạng. Các Dalai và Panchen Lama không được trực tiếp kiến nghị với Hoàng đế nữa mà phải thông qua các Đại Thần. Giao thương bị giới hạn và sự di chuyển chỉ có thể được thực hiện với sự cho phép của các Đại Thần. Tuy nhiên, theo Warren Smith, những chỉ thị này hoặc không được thực hiện đầy đủ, hoặc nhanh chóng bị bãi bỏ, do nhà Thanh thiên về việc trở thành một biểu tượng thống trị hơn là trực tiếp quản trị tại Tây Tạng .
Vào giữa thế kỷ 19, cộng đồng những binh lính đồn trú Trung Hoa tại Tứ Xuyên kết hôn với phụ nữ Tây Tạng đã di chuyển tới khu vực Lubu tại Lhasa, con cháu của họ đã thành lập một cộng đồng riêng và hòa nhập vào văn hóa Tây Tạng . Những binh lính người Hồi và con cháu định cư tại Hebalin, trong khi con cháu các binh lính người Hán sinh sống tại Lubu .

### Sự can thiệp của người Anh (1903–1904)

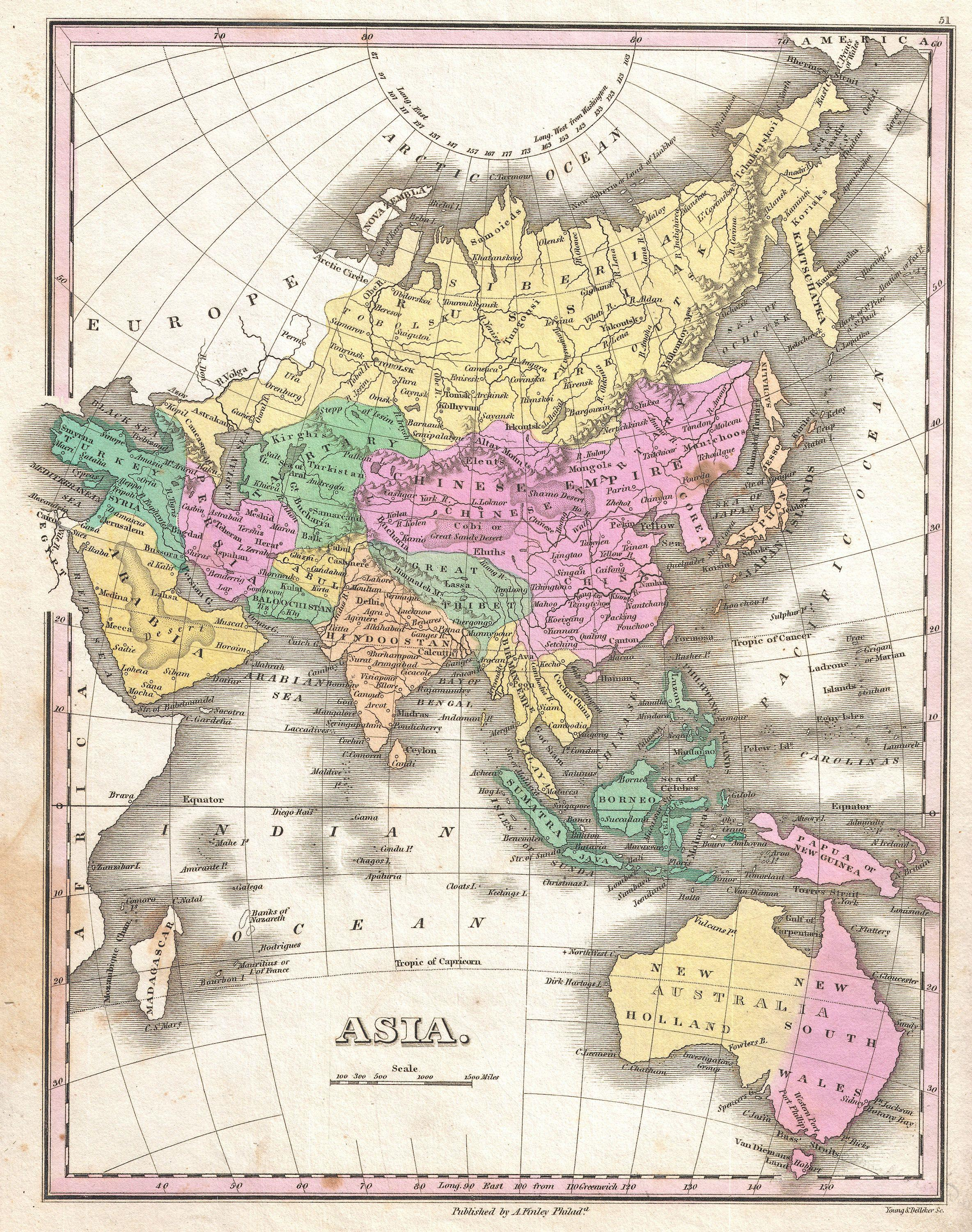
Vào năm 1827, toàn bộ Assam, Bhutan, Sikkim và Ladakh đều thuộc về địa phận Tây Tạng, biên giới Trung-Tạng khi ấy là sông Dương Tử. Bhutan và Sikkim sau đó giành được độc lập nhưng Sikkim bị tấn công và sáp nhập vào Ấn Độ vào tháng 5 năm 1975. Cả Assam và Ladakh sau đó đều bị sáp nhập vào Ấn Độ thuộc Anh.

Vào đầu thế kỷ thứ 20, Đế quốc Anh và Đế quốc Nga tranh giành quyền lực tại khu vực Trung Á. Do không thể thiết lập được kênh ngoại giao với chính quyền Tây Tạng, cùng với đó là những báo cáo về các giao dịch giữa Tây Tạng và Nga, năm 1903-04, một đoàn viễn chinh Anh dẫn đầu bởi Trung tá Francis Younghusband đã được phái tới Lhasa để ép buộc 
một thỏa thuận thương mại và ngăn cản Tây Tạng thiết lập quan hệ với Nga. Đáp lại, nhà Thanh tuyên bố chủ quyền cai trị tại Tây Tạng, đây là lần đầu tiên phía Trung Hoa đưa ra một tuyên bố về vấn đề này . Trước khi quân Anh tới Lhasa, Dalai Lama thứ 13 đã bỏ chạy tới Ngoại Mông, rồi tới Bắc Kinh vào năm 1908.

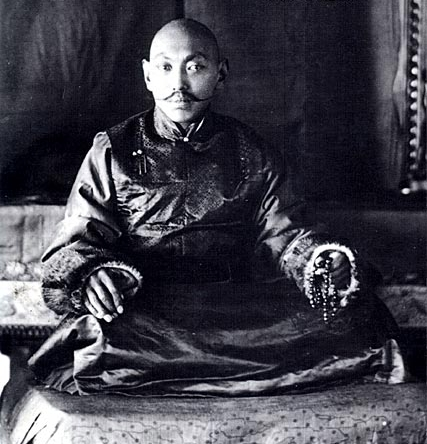
Dalai Lama thứ 13 vào năm 1910

Cuộc xâm lược của người Anh là một trong những lý do dẫn tới bạo loạn Tây Tạng năm 1905 tại tu viện Batang, các Lama bài ngoại đã tàn sát các giáo sĩ Pháp, các quan lại người Hán và Mãn Châu, cũng như những người đã cải đạo sang Cơ Đốc giáo trước khi bị nhà Thanh dẹp yên .
Sau khi Hiệp ước Lhasa giữa Anh và Tây Tạng được kí kết vào năm 1904, một hiệp ước khác giữa Anh và Trung Hoa diễn ra vào năm 1906. Bắc Kinh đồng ý trả cho London 2.5 triệu rupee mà Lhasa buộc phải chấp thuận trong hiệp ước trước đó . Năm 1907, Anh và Nga đồng ý "thừa nhận chủ quyền của Trung Hoa tại Tây Tạng" , theo đó hai nước sẽ "không đàm phán với Tây Tạng trừ khi thông qua trung gian là chính phủ Trung Hoa" .
Triều đình nhà Thanh tại Bắc Kinh sau đó bổ nhiệm Triệu Nhĩ Phong làm "Tư lệnh quân đội Tây Tạng" nhằm tái hòa nhập Tây Tạng vào Trung Hoa vào năm 1905 (hoặc 1908) . Quân đội của ông đã phá hủy nhiều tu viện tại Kham và Amdo , Dalai Lama một lần nữa phải bỏ trốn, lần này là tới Ấn Độ, và một lần nữa bị phía Trung Hoa phế truất . Tình hình nhanh chóng thay đổi khi nhà Thanh sụp đổ vào tháng 10 năm 1911, binh lính làm phản và chém đầu Triệu Nhĩ Phong . Tàn dư quân Thanh cũng rút khỏi Tây Tạng.

## Tây Tạng (1912–1951)

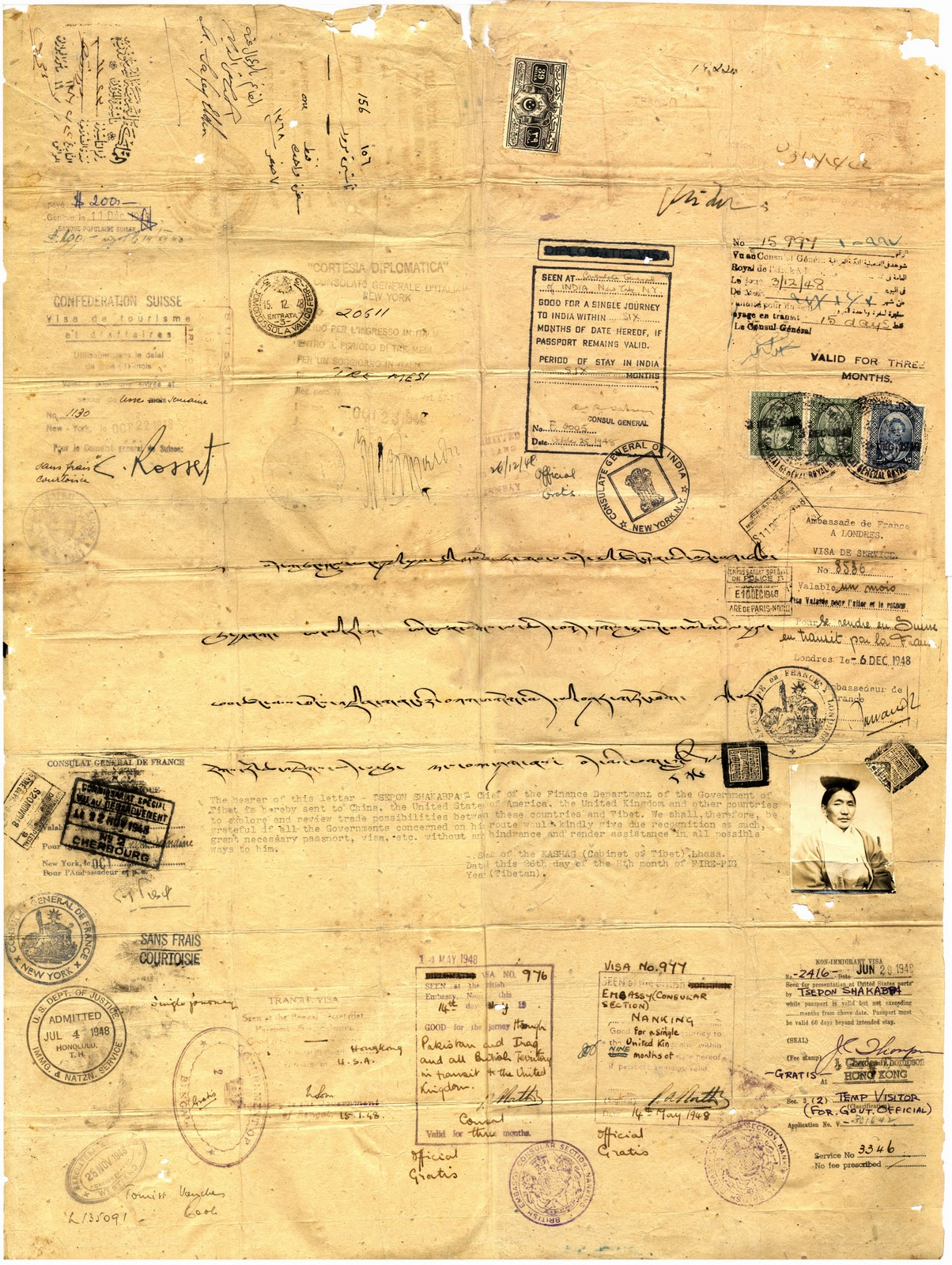
Hộ chiếu Tây Tạng năm 1947 / 1948 của Tsepon Shakabpa, Bộ trưởng Bộ Tài chính Tây Tạng khi đó.

Dalai Lama trở về Tây Tạng từ Ấn Độ vào tháng 7 năm 1912 (sau khi nhà Thanh sụp đổ), ông trục xuất tất cả các Đại Thần và binh lính Trung Hoa . Năm 1913, Dalai Lama ban hành một tuyên ngôn nói rằng:
"…Mối quan hệ giữa các Hoàng đế Trung Hoa và Tây Tạng luôn là mối quan hệ giữa người bảo trợ và thầy tu chứ không phải là sự phục tùng… Chúng tôi là một đất nước nhỏ, mộ đạo, và độc lập… "

Trong 36 năm tiếp sau đó, Tây Tạng tận hưởng nền độc lập trên thực tế trong khi Trung Quốc trải qua thời kỳ quân phiệt, nội chiến và chiến tranh thế giới lần thứ hai. Một số nguồn từ Trung Quốc khẳng định rằng Tây Tạng vẫn là một phần của Trung Quốc trong thời kỳ này . Có một cuốn sách xuất bản năm 1939 bởi một nhà Hán học người Thụy Điển viết về cuộc chiến ở Trung Quốc, cho thấy Tây Tạng vẫn nằm trên bản đồ của Trung Quốc, chính phủ Trung Quốc luôn cố gắng khẳng định điều này trong những năm 1930 . Hoa Kỳ cũng nhìn nhận Tây Tạng như một tỉnh của Trung Quốc trong thời kỳ này như đã thấy trong tập phim tài liệu "Why We Fight #6, The Battle of China", sản xuất bởi Bộ Chiến tranh Hoa Kỳ vào năm 1944 . Một số học giả khác cho rằng Tây Tạng trên thực tế là một chủ thể độc lập sau hiệp ước Mông-Tạng năm 1913, vì trước đó Mông Cổ đã được Nga công nhận nền độc lập .
Những năm 1913-1949, Tây Tạng tiếp tục có rất ít liên hệ với thế giới bên ngoài, mặc dù có những đại diện của Anh đóng quân tại Gyantse, Yatung và Gartok sau Nhiệm vụ của Younghusband. Những "Đại lý thương mại" tại Lhasa khi ấy thực ra chỉ là những đại diện ngoại giao của chính phủ Anh tại Ấn Độ. Vào năm 1936-37, người Anh chính thức thiết lập nhiệm vụ ngoại giao cho phái đoàn này sau khi phía Trung Quốc cử một "phái đoàn chia buồn" tới Lhasa sau khi Dalai Lama thứ 13 qua đời, trên thực tế cũng là một phái đoàn ngoại giao của Trung Hoa Dân Quốc. Sau năm 1947, nhiệm vụ ngoại giao này được chuyển giao cho chính phủ Ấn Độ mới độc lập, dù đại diện cuối cùng của Anh quốc là Hugh Richardson vẫn lưu lại tại Lhasa và làm việc cho Ấn Độ cho tới năm 1950.
Cả Anh quốc và Trung Quốc đều ủng hộ Tây Tạng tách biệt với thế giới, không một người nước ngoài nào tới Lhasa kể từ khi Younghusband rời đi vào năm 1904 cho đến khi một nhân viên điện báo đi tới vào năm 1920 . Chỉ có khoảng 90 người châu Âu và Nhật Bản ghé thăm Lhasa trong những năm 1920-1950, chủ yếu là các nhân viên ngoại giao của Anh . Rất ít chính phủ ghi nhận quan hệ ngoại giao thông thường với Tây Tạng .
Vào năm 1914 chính phủ Tây Tạng đã ký hiệp ước Simla với Anh quốc, nhượng một số khu vực nhỏ tại sườn phía nam dãy Himalaya cho Ấn Độ thuộc Anh. Chính phủ Trung Quốc tố cáo rằng hiệp ước này là bất hợp pháp . Năm 1932, Quốc dân Cách mệnh quân, tập hợp của các binh sĩ người Hán và người Hồi, lãnh đạo bởi Mã Bộ Phương và Lưu Văn Huy đã đánh bại quân đội Tây Tạng trong chiến tranh Trung Quốc-Tây Tạng, khi Dalai Lama thứ 13 cố gắng chiếm đóng các khu vực tại Thanh Hải và Tây Khang. Báo cáo nói rằng chính phủ Trung Quốc ủng hộ trận chiến này, mong muốn nhanh chóng giải quyết "tình hình Tây Tạng" do người Nhật vừa chinh phục Mãn Châu trước đó, họ cảnh báo người Tạng không được vượt sông Kim Sa . Một hòa ước đã được ký kết thúc chiến trận . Dalai Lama đã cầu viện người Anh tại Ấn Độ sau khi bị đánh bại, và giáng chức các sĩ quan đã đầu hàng trong trận chiến .

## Dưới quyền Cộng hòa Nhân dân Trung Hoa (1951–nay)

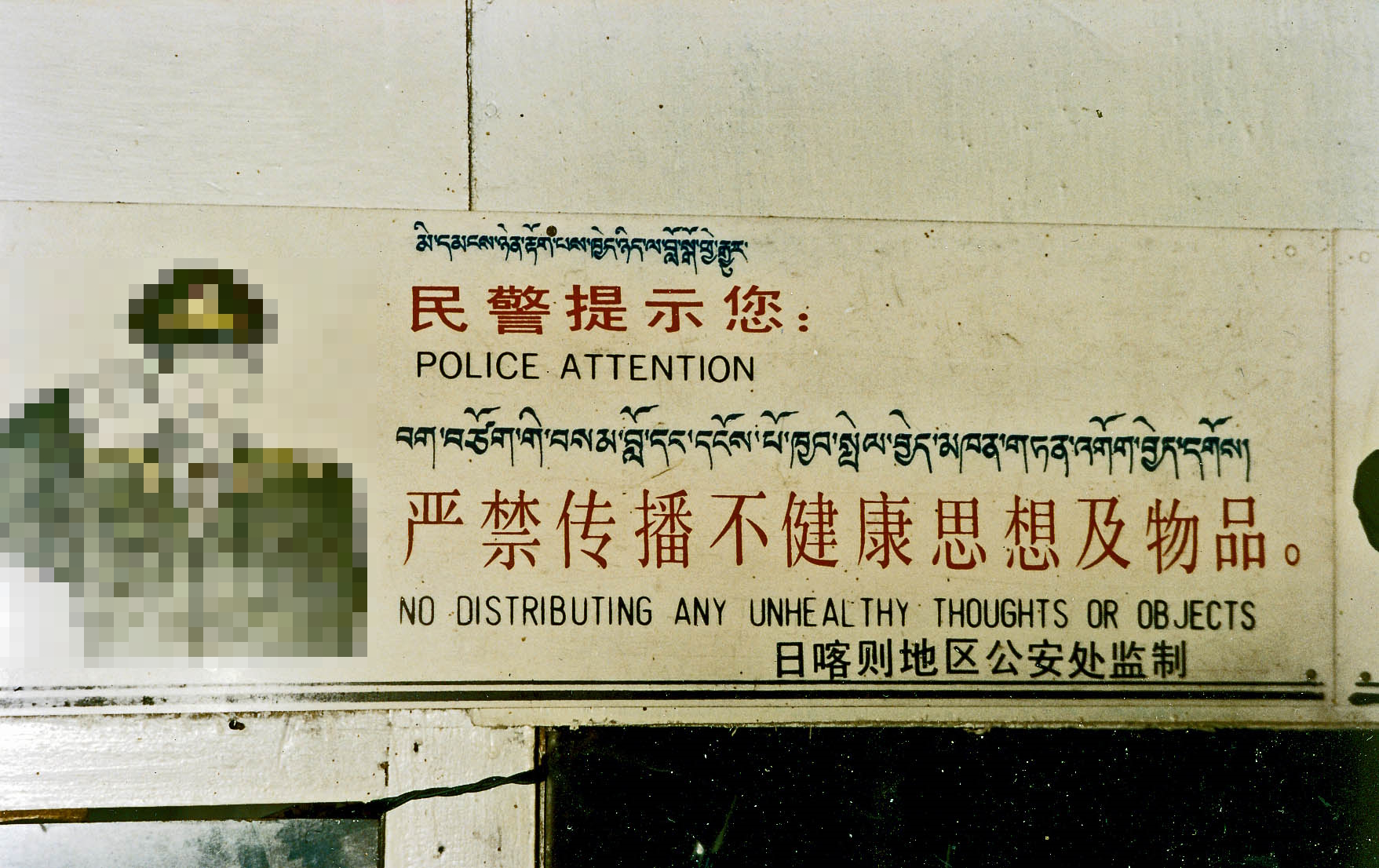
"Lưu ý của cảnh sát: Không phát tán bất kỳ suy nghĩ hay đồ vật độc hại nào". Một tấm biến ba ngôn ngữ (Anh, Hán, Tạng) trên lối vào một quán cà phê nhỏ tại Nyalam, Tây Tạng, 1993.

Năm 1949, nhận thấy Đảng Cộng sản Trung Hoa, với sự trợ giúp từ Iosif Stalin, dần chiếm quyền kiểm soát Trung Quốc, hội đồng Kashag đã trục xuất tất cả những người Trung Quốc có liên quan tới chính phủ, mặc cho những phản đối của cả Quốc Dân đảng lẫn Đảng Cộng sản . Cộng hòa Nhân dân Trung Hoa được thành lập vào tháng 10 năm 1949 sau khi Đảng Cộng sản dưới sự lãnh đạo của Mao Trạch Đông giành thắng lợi. Năm 1950, Giải phóng quân Nhân dân Trung Quốc đã tiến vào Qamdo, đánh bại những sự kháng cự yếu ớt của quân đội Tây Tạng. Năm 1951, đại diện của Tây Tạng tới Bắc Kinh hội đàm với chính phủ Trung Quốc. Thỏa thuận Mười bảy điểm về giải phóng hòa bình Tây Tạng được kí kết, chính thức hóa chủ quyền của Trung Quốc đối với Tây Tạng, dù điều này cho tới nay vẫn bị Chính phủ lưu vong Tây Tạng bác bỏ .
Ngay từ đầu, rõ ràng việc hợp nhất Tây Tạng vào Trung Quốc Cộng sản sẽ mang hai hình thái xã hội đối lập mặt đối mặt nhau. Tuy nhiên, Đảng Cộng sản Trung Quốc không vội vàng cải cách xã hội tại Tây Tạng. Ngược lại, từ năm 1951 tới năm 1959, dù có 20.000 quân Trung Quốc đóng tại Ü-Tsang, chính phủ thần quyền truyền thống với các Dalai Lama vẫn được duy trì tại Tây Tạng nhằm duy trì tính biểu tượng từ thời kỳ độc lập trên thực tế .
Đảng Cộng sản nhanh chóng loại bỏ chế độ nô lệ và chế độ nông nô bằng phương pháp truyền thống của họ. Họ cũng thực hiện giảm thuế, thất nghiệp, ăn xin và đã tiến hành các dự án việc làm tại Tây Tạng. Họ thành lập các trường học thế tục, phá vỡ sự độc quyền giáo dục của các tu viện Lạt ma, đồng thời xây dựng hệ thống điện và nước sinh hoạt tại Lhasa .
Khu vực phía đông Kham, trước đây thuộc Tây Khang, được sáp nhập vào Tứ Xuyên. Tây Kham được đặt dưới quyền của Ủy ban quân sự Qamdo. Tại những khu vực này, cải cách ruộng đất đã được tiến hành. Điều này khiến những kẻ kích động được Đảng Cộng sản gọi là "địa chủ" - đôi khi được chọn một cách tùy tiện - cho thamzing, hay Đại hội Phê bình-Đấu tranh, để công chúng công khai hạ nhục, đánh đập và thậm chí là giết chết .

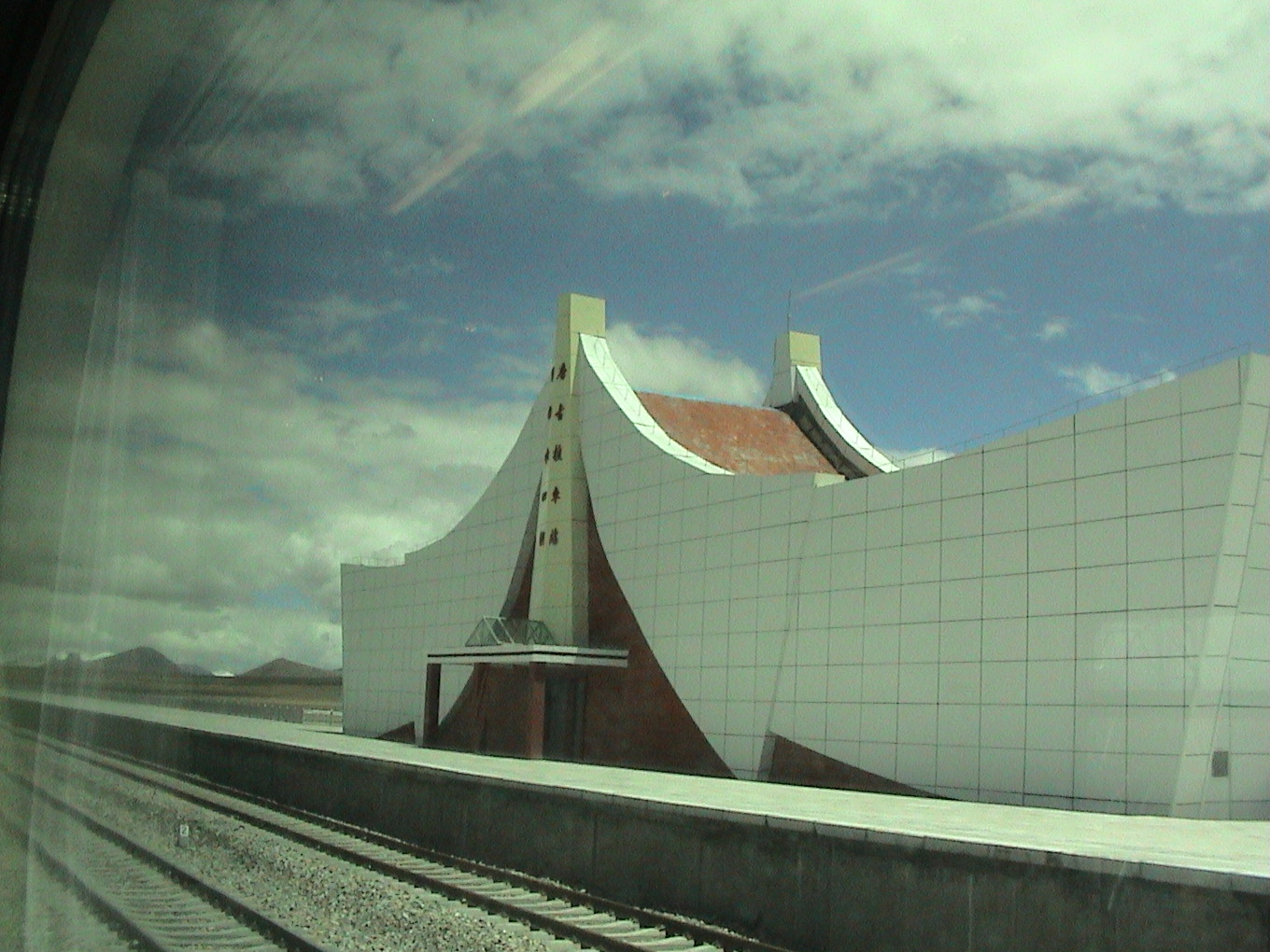
Ga Tanggula, có độ cao 5,068 m, là ga tàu cao nhất thế giới

Đến năm 1956, tình hình bất ổn diễn ra ở phía đông Kham và Amdo, những nơi mà cải cách ruộng đất được thực hiện toàn diện nhất. Các địa chủ mất quyền lợi đã tiến hành bạo loạn, lan rộng tới tây Kham và Ü-Tsang. Năm 1956-57, lính du kích Tạng có vũ trang đã phục kích các đoàn xe của Giải phóng quân. Cuộc nổi dậy nhận được sự hỗ trợ từ Cơ quan Tình báo Trung ương Hoa Kỳ (CIA), bao gồm huấn luyện quân sự, trại hỗ trợ tại Nepal và một số không vận . Trong lúc đó tại Hoa Kỳ, Hiệp hội vì châu Á tự do Hoa Kỳ, một mặt trận được CIA tài trợ, đã tích cực công khai sự phản kháng của người Tạng, với anh cả của Dalai Dama thứ 14, Thubten Norbu, đóng vai trò quan trọng trong tổ chức. Người anh trứ hai của Dalai Lama là Gyalo Thondup đã thiết lập một hoạt động tình báo với CIA ngay từ năm 1951. Sau đó ông đã nâng cấp nó lên thành một đơn vị du kích được huấn luyện bởi CIA, những người đã nhảy dù trở lại Tây Tạng .
Nhiều lính biệt kích và điệp viên người Tạng được CIA đưa vào Tây Tạng là dòng dõi quý tộc, 90 phần trăm trong số họ không còn nghe được tin tức gì nữa, theo báo cáo của chính CIA, có nghĩa là nhiều khả năng họ đã bị bắt và giết . Ginsburg và Mathos đi đến kết luận rằng: "Theo như những gì có thể xác nhận được, phần lớn dân chúng Lhasa và các vùng nông thôn gần kề đã thất bại trong việc tham gia chiến đấu chống Trung Quốc từ khi bắt đầu tới khi tiến hành" . Theo nhiều nguồn khác, hàng ngàn thường dân Tây Tạng đã tham gia khởi nghĩa . Các tài liệu của Liên Xô cung cấp thông tin rằng Đảng Cộng sản Trung Quốc, với hỗ trợ trang thiết bị quân sự từ Liên Xô, đã sử dụng máy bay ném bom các tu viện và dùng cho nhiều động thái trừng phạt khác tại Tây Tạng .
Năm 1959, cuộc bạo động tại Kham và Amdo đã dẫn tới cuộc "nổi dậy Tây Tạng 1959". Chiến tranh lan rộng khắp Tây Tạng. Lo sợ Dalai Lama bị bắt giữ, người dân Tạng không vũ trang đã vây kín nơi ở của ông, sau đó Dalai Lama đã phải chạy tới Ấn Độ .
Giai đoạn từ 1959-1962 được đánh dấu bởi nạn đói lớn ở Trung Quốc do hạn hán và bởi những chính sách của Trung Quốc trong Đại nhảy vọt đã ảnh hưởng tới toàn Trung Quốc chứ không riêng gì Tây Tạng. Panchen Lama thứ 10 là một quan sát viên sâu sắc về Tây Tạng trong thời kỳ này, đã viết bức thư 70.000 chữ (thất vạn ngôn thư) nhằm trình bày sự thống khổ của người Tạng và gửi nó tới  Chu Ân Lai vào tháng 5 năm 1962.
Năm 1962, Trung Quốc và Ấn Độ có một trận chiến ngắn tại khu vực Aksai Chin. Mặc dù giành thắng lợi, quân đội Trung Quốc vẫn rút lui về phía bắc Phòng tuyến McMahon .

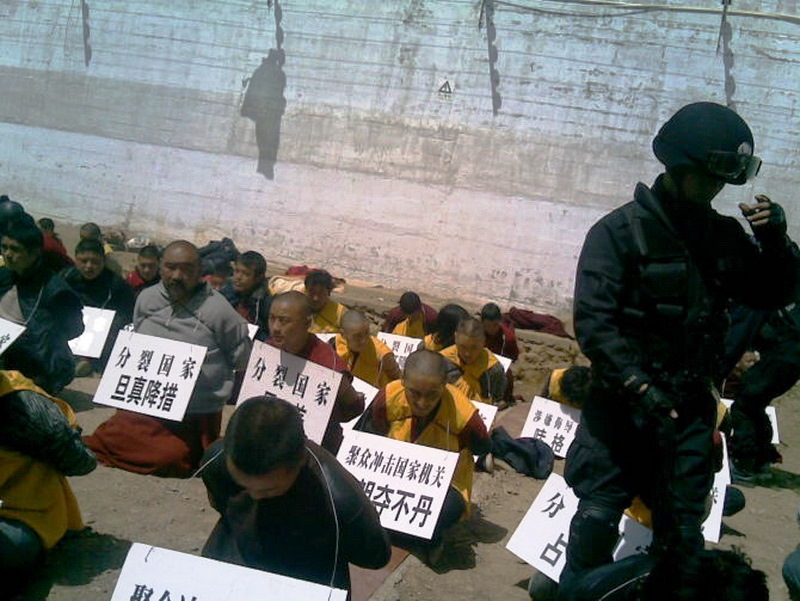
Đàn áp quân sự tại Ngaba sau bạo động năm 2008 tại Tây Tạng

Năm 1965, các khu vực từng thuộc quyền kiểm soát của chính quyền Ganden Phodrang từ năm 1910 tới 1959 (Ü-Tsang và tây Kham) được đổi tên thành Khu tự trị Tây Tạng, với Chủ tịch Khu tự trị là người Tạng. Tuy nhiên, quyền lực thực sự tại Tây Tạng được nắm giữ bởi Bí thư Khu ủy Khu tự trị Tây Tạng, chức vụ người Tạng chưa bao giờ nắm giữ . Vai trò của người Tạng trong các cấp cao hơn của Đảng Cộng sản Trung Quốc vẫn còn rất hạn chế .
Từ năm 1959-1961, theo chủ trương xóa bỏ chế độ nông nô và cải cách giáo dục, Đảng Cộng sản Trung Quốc đã phá hủy hơn 6.000 tu viện tại Tây Tạng . Trong những năm 1960, các cơ sở tu viện bị phá bỏ và thay vào đó là các trường học thế tục. Trong Đại Cách mạng Văn hóa Vô sản, Hồng vệ binh  đã tổ chức một chiến dịch phá hoại nhắm vào các địa điểm văn hóa trên toàn Trung Quốc, bao gồm cả di sản Phật giáo Tây Tạng . Theo một số nguồn Trung Quốc, chỉ có một số tu viện mang nặng tính truyền thống và tôn giáo còn sót lại mà không có thiệt hại lớn .
Năm 1989, Panchen Lama qua đời ở tuổi 50 sau một cơn đau tim .
Trung Quốc tiếp tục mô tả sự cai trị ở Tây Tạng như một sự cải thiện thuần tùy, nhưng một số chính phủ vẫn tiếp tục phản đối chính sách cái trị của Trung Quốc tại Tây Tạng, nhiều tổ chức như Tổ chức Theo dõi Nhân quyền đã cáo buộc sự vi phạm nhân quyền của Trung Quốc. Tuy nhiên, hầu hết các chính phủ đều công nhận chủ quyền của Trung Quốc tại Tây Tạng ngày nay, và chưa có ai công nhận Chính phủ lưu vong Tây Tạng tại Ấn Độ.
Bạo động một lần nữa nổ ra vào năm 2008. Nhiều người Hán và Hồi đã bị tấn công trong cuộc bạo động, cửa hàng của họ bị phá hoại hoặc đốt cháy. Chính phủ Trung Quốc đã phản ứng nhanh chóng, áp đặt lệnh giới nghiêm và hạn chế nghiêm ngặt việc tiếp cận khu vực Tây Tạng. Phản ứng quốc tế cũng ngay lập tức và gay gắt, với nhiều nhà lãnh đạo đã lên án hành động trấn áp của Trung Quốc, một số khác thì ủng hộ hành động này.
Năm 2018, hãng sản xuất ô tô tại Đức Mercedes-Benz đã phải hoàn nguyên một quảng cáo và xin lỗi vì đã "làm tổn thương cảm xúc" của người Trung Quốc bằng cách trích dẫn lời của Dalai Lama .

### Chính phủ lưu vong Tây Tạng

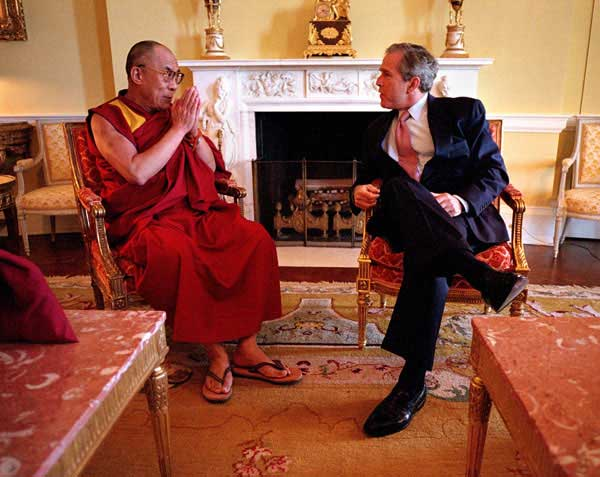
Dalai Lama thứ 14 gặp mặt tổng thống George W. Bush tại Nhà Trắng vào ngày 23 tháng 5 năm 2001.

Sau cuộc nổi dậy tại Lhasa và chuyến bay của Dalai Lama thứ 14 từ Tây Tạng năm 1959, chính phủ Ấn Độ đã chấp nhận cho người Tạng tị nạn. Ấn Độ đã thiếp lập một khu vực cho người tị nạn tại Dharamsala, đại bản doanh của Dalai Lama và Chính phủ lưu vong Tây Tạng hiện nay.

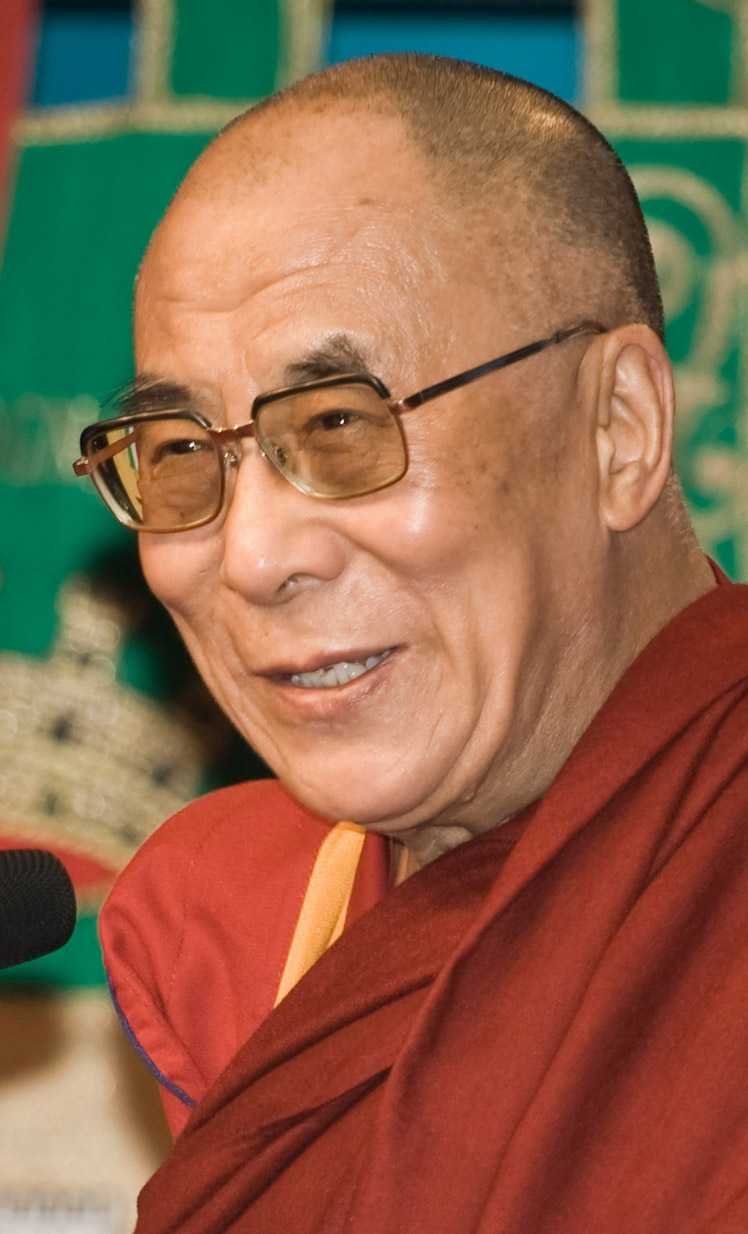
Dalai Lama thứ 14, Tenzin Gyatso

Hoàn cảnh của những người Tạng tị nạn đã thu hút sự chú ý của quốc tế khi Dalai Lama, nhà lãnh đạo tinh thần và tôn giáo của người Tạng, đoạt giải Nobel hòa bình vào năm 1989 nhờ vào sự kiên định không lay chuyển trong việc phản đối sự chiếm đóng của Trung Quốc tại Tây Tạng trong hòa bình. Từ đó ông nhận được sự đánh giá cao từ các nhà lãnh đạo trên khắp thế giới. Năm 2006, ông trở thành một trong sáu người duy nhất từng được trao tặng quốc tịch Canada danh dự. Năm 2007, ông được tổng thống Bush trao tặng Huân chương vàng của Quốc hội Mỹ. Phía Trung Quốc luôn phản đối việc cuộc hội kiến chính thức với lãnh đạo chính phủ Tây Tạng lưu vong.
Cộng đồng người Tạng lưu vong tại Ấn Độ đã được mở rộng kể từ năm 1959. Người Tạng đã tái tạo nhiều tu viện Tạng tại Ấn Độ và hiện nay có tới hàng chục ngàn tăng lữ. Họ cũng thành lập trường học và bệnh viện của người Tạng, và Thư viện lưu trữ các công trình của người Tạng, tất cả nhằm duy trì truyền thống và văn hóa của người Tạng. Các lễ hội của ngượi Tạng như điệu nhảy của các Lama, Tết Losar hay lễ hội cầu nguyện Monlam vẫn được tiến hành trong tình trạng lưu vong.
Năm 2008, Dalai Lama thứ 14 tuyên bố rằng "Tây Tạng muốn tự trị, không phải độc lập ". Tuy nhiên, phía Trung Quốc không tin tưởng và cho rằng ông vẫn chưa từ bỏ sứ mệnh giành độc lập cho Tây Tạng.
Các cuộc hội đàm giữa đại diện của các Dalai Lama và chính phủ Trung Quốc đã được nối lại vào tháng 5 năm 2008 nhưng tình hình không có nhiều tiến triển .

## Sách tham khảo
- Beckwith, Christopher I. (1987). The Tibetan Empire in Central Asia: A History of the Struggle for Great Power Among Tibetans, Turks, Arabs, and Chinese During the Early Middle Ages. Princeton University Press. ISBN 978-0-691-05494-0. OCLC 15630380.
- Craig, Mary. (1992). Tears of Blood: A Cry for Tibet. INDUS an imprint of HarperCollins Publishers. Calcutta. Second impression, 1993. ISBN 0-00-627500-1
- Dodin, Thierry. (2008). "Right to Autonomy". In: Authenticating Tibet: Answers to China's 100 Questions. Edited by Anne-Marie Blondeau and Katia Buffetrille. University of California Press. ISBN 978-0-520-24464-1 (cloth); ISBN 978-0-520-24928-8 (paper).
- Goldstein, Melvyn; Rimpoche, Gelek (1989). A history of modern Tibet, 1913-1951. Volume 1, The demise of the Lamaist state. Berkeley USA: University of California Press. ISBN 978-0-520-06140-8. OCLC 419892433.
- Goldstein, Melvyn C. The Snow Lion and the Dragon: China, Tibet, and the Dalai Lama (1997) University of California Press. ISBN 0-520-21951-1
- Goldstein, Melvyn C. A History of Modern Tibet, Volume 3: The Storm Clouds Descend, 1955-1957 (University of California Press; 2014) 547 pages;
- Grunfeld, A. Tom. The Making of Modern Tibet (1996) East Gate Book. ISBN 978-1-56324-713-2
- Hilton, Isabel (2000). The Search for the Panchen Lama. Penguin. ISBN 0-14-024670-3. ISBN 9780140246704.
- Karmay, Samten G. (Translator) (2014). The Illusive Play: The Autobiography of the Fifth Dalai Lama. Serindia Publications. Chicago. ISBN 978-1-932476675. {{Chú thích sách}}: |first= có tên chung (trợ giúp)
- Kuzmin, S.L. Hidden Tibet: History of Independence and Occupation (2011) Library of Tibetan Works & Archives. ISBN 978-93-80359-47-2
- McKay, Alex (1997). Tibet and the British Raj: The Frontier Cadre, 1904-1947. Richmond, Surrey: Psychology Press. ISBN 978-0-7007-0627-3. OCLC 37390564.
- McKay, Alex (ed.) (2003). The Early Period: to c. AD 850 The Yarlung Dynasty. New York: RoutledgeCurzon. {{Chú thích sách}}: |author= có tên chung (trợ giúp)
- McKay, Alex, ed. History of Tibet (Curzon in Association With Iias, 9) (2003) RoutledgeCurzon. ISBN 0-7007-1508-8
- Mullin, Glenn H.The Fourteen Dalai Lamas: A Sacred Legacy of Reincarnations (2001) Clear Light Publishers. ISBN 1-57416-092-3
- Norbu, Namkhai. The necklace of gZi: A Cultural History of Tibet (1989) Narthang.
- Norbu, Namkhai. Drung, deu, and Bön: narrations, symbolic languages, and the Bön traditions in ancient Tibet (1995) Library of Tibetan Works and Archives. ISBN 81-85102-93-7, ISBN 978-81-85102-93-1
- Powers, John (2007), Introduction to Tibetan Buddhism, Shambhala
- Powers, John. History as Propaganda: Tibetan Exiles versus the People's Republic of China (2004) Oxford University Press. ISBN 978-0-19-517426-7
- Rossabi, Morris. China Among Equals: The Middle Kingdom and Its Neighbors, 10th-14th Centuries (1983) Univ. of California Press. ISBN 0-520-04383-9
- Rossabi, Morris. Khubilai Khan: His Life and Times (1989) Univ. of California Press. ISBN 0-520-06740-1
- van Schaik, Sam; Galambos, Imre. Manuscripts and Travellers: The Sino-Tibetan Documents of a Tenth-century Buddhist Pilgrim (2011) De Gruyter. ISBN 978-3-11-022564-8
- Shakya, Tsering (tháng 1 năm 1999). The Dragon in the Land of Snows: A History of Modern Tibet Since 1947. Pimlico. ISBN 978-0-7126-6533-9. OCLC 40840911. Truy cập ngày 19 tháng 4 năm 2016.
- Shirokauer, Conrad. A Brief History of Chinese Civilization Thompson Higher Education, (c) 2006. ISBN 0-534-64305-1
- Smith, Warren W. (ngày 24 tháng 10 năm 1996). Tibetan nation: a history of Tibetan nationalism and Sino-Tibetan relations. Boulder, Colorado: Westview Press. ISBN 978-0-8133-3155-3. OCLC 35192317.
- Sperling, Elliot (2004). The Tibet-China Conflict: History and Polemics (PDF). Washington: East-West Center. ISBN 1-932728-13-9. ISSN 1547-1330. Bản gốc (PDF) lưu trữ ngày 19 tháng 8 năm 2008. Truy cập ngày 19 tháng 8 năm 2020. - (online version)
- Stein, Rolf Alfred. Tibetan Civilization (1972) Stanford University Press. ISBN 0-8047-0901-7; first published in French (1962). English translation by J. E. Stapelton Driver. Reprint: Stanford University Press (with minor revisions from 1977 Faber & Faber edition), 1995. ISBN 0-8047-0806-1 (hbk).
- Teltscher, Kate. The High Road to China: George Bogle, the Panchen Lama and the First British Expedition to Tibet (2006) ISBN 0-374-21700-9; ISBN 978-0-7475-8484-1; Farrar, Straus and Giroux, New York. ISBN 978-0-374-21700-6
- Wang Jiawei; Nyima Gyaincain (2001). The Historical Status of China's Tibet. China Intercontinental Press. ISBN 7-80113-304-8.
- Willard J. Peterson, John King Fairbank, Denis C. Twitchett The Cambridge history of China: The Ch'ing empire to 1800 (2002) Cambridge University Press. ISBN 0-521-24334-3
- Wylie, Turnell (1990). "The First Mongol Conquest of Tibet Reinterpreted". Harvard Journal of Asiatic Studies. Quyển 37 số 1. Cambridge, Mass.: Harvard Yenching Institute. tr. 103–133. doi:10.2307/2718667. ISSN 0073-0548. JSTOR 2718667. OCLC 6015211726.